# Puchar Świata w biathlonie 2009/2010
Puchar Świata w biathlonie 2009/2010 – 33. edycja zawodów o Puchar Świata w tej dyscyplinie sportu. Cykl rozpoczął się biegiem indywidualnym mężczyzn 2 grudnia w szwedzkim Östersund, zaś zakończył biegami masowymi w rosyjskim Chanty-Mansyjsku. Najważniejszą imprezą sezonu były Zimowe Igrzyska Olimpijskie 2010 w kanadyjskim Vancouver, podczas których zawody biathlonowe odbywały się w Whistler, a także Mistrzostwa Świata Sztafet Mieszanych w Chanty-Mansyjsku.
Kryształowej kuli zdobytej przed rokiem bronili, Norweg Ole Einar Bjørndalen, wśród panów, oraz Szwedka Helena Jonsson.
Klasyfikację generalną mężczyzn wygrał reprezentant Norwegii Emil Hegle Svendsen, który zgromadził na swoim koncie 828 punktów. Drugie miejsce zajął Austriak Christoph Sumann, zaś trzecie Rosjanin Iwan Czeriezow. Svendsen oprócz triumfu w klasyfikacji ogólnej, zwyciężył także w klasyfikacji sprintu. W klasyfikacji biegu na dochodzenie najlepszy okazał się Francuz Martin Fourcade, w biegu masowym zwyciężył Rosjanin Jewgienij Ustiugow, zaś w biegu indywidualnym triumfował, drugi w klasyfikacji generalnej, Christoph Sumann. Klasyfikację sztafet oraz Pucharu Narodów wygrali Norwegowie.
Wśród kobiet, po raz drugi w karierze klasyfikację generalną wygrała Magdalena Neuner z Niemiec. Zdobyła 933 punkty i o 79 wyprzedziła swoją rodaczkę Simone Hauswald. Trzecie miejsce w klasyfikacji końcowej zajęła obrończyni tytułu – Szwedka Helena Jonsson. Małe kryształowe kule wywalczył Magdalena Neuner (bieg masowy oraz bieg na dochodzenie), Simone Hauswald (sprint) oraz Szwedka Anna Carin Olofsson-Zidek (bieg indywidualny). W klasyfikacjach drużynowych zwyciężyły Rosjanki (sztafety) oraz Niemki (Puchar Narodów).

## Zwycięzcy

### Mężczyźni

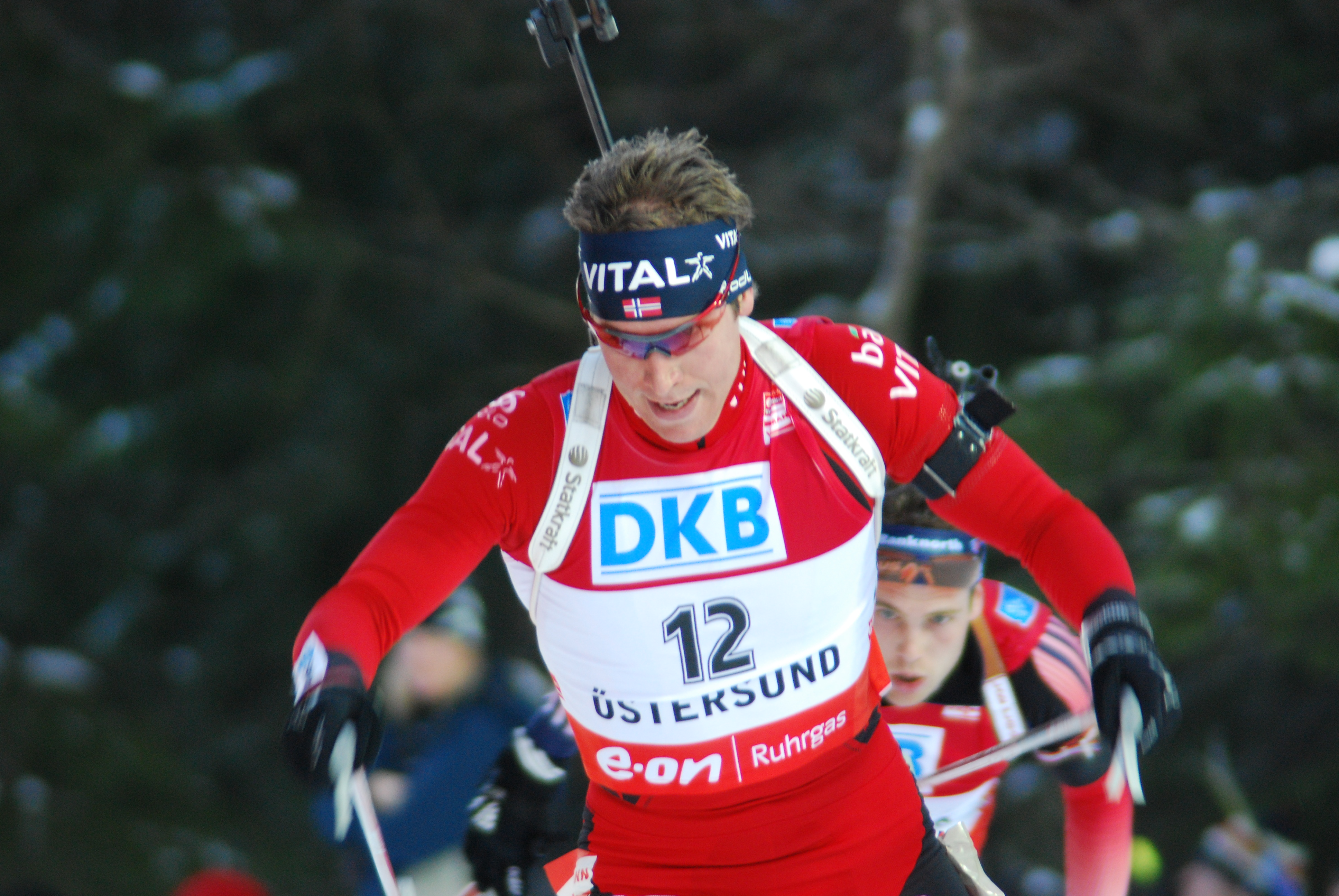
Emil Hegle Svendsen zwycięzca Pucharu Świata
Norwegia zwycięzca Pucharu Narodów

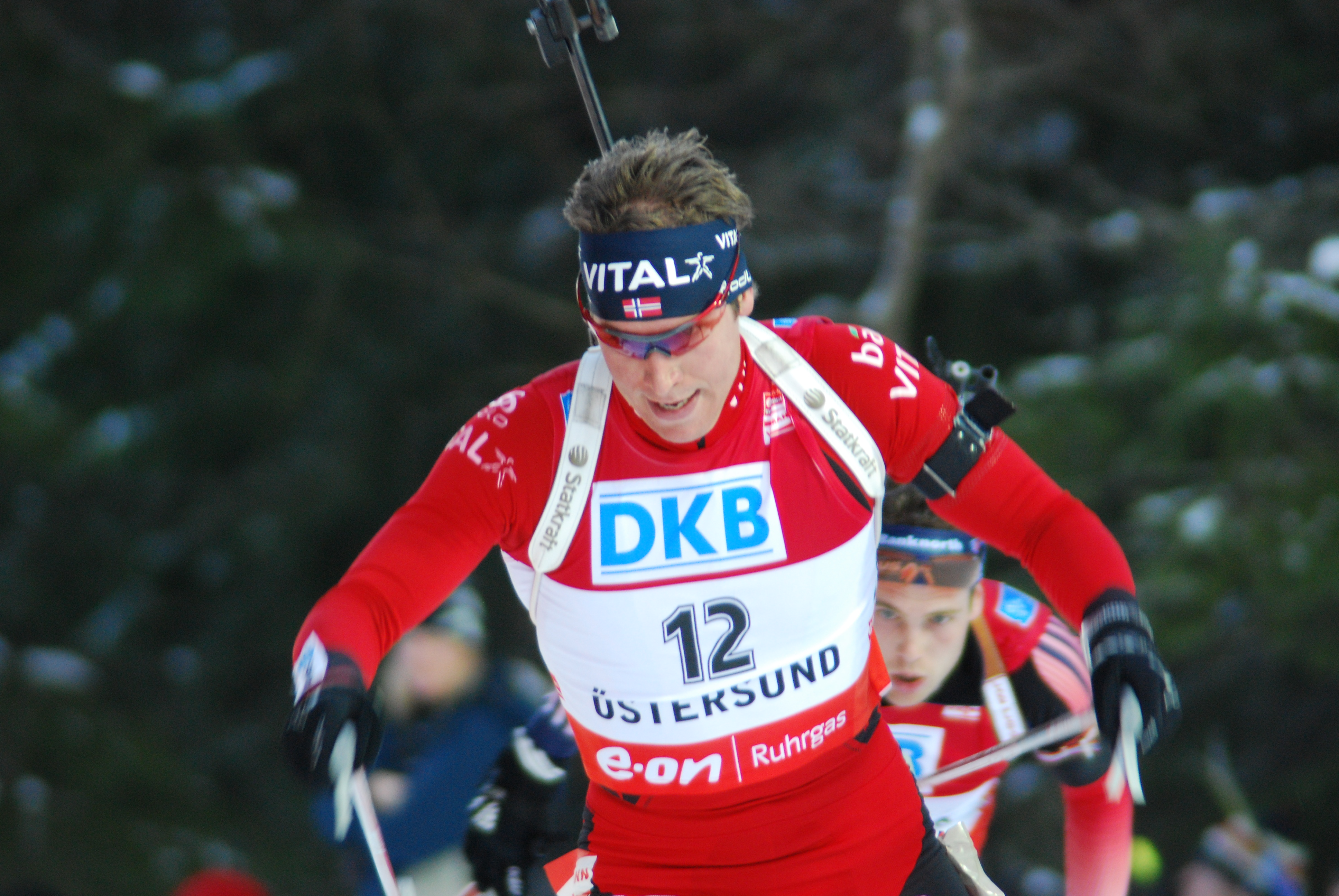
Emil Hegle Svendsen zwycięzca Klasyfikacji sprintu
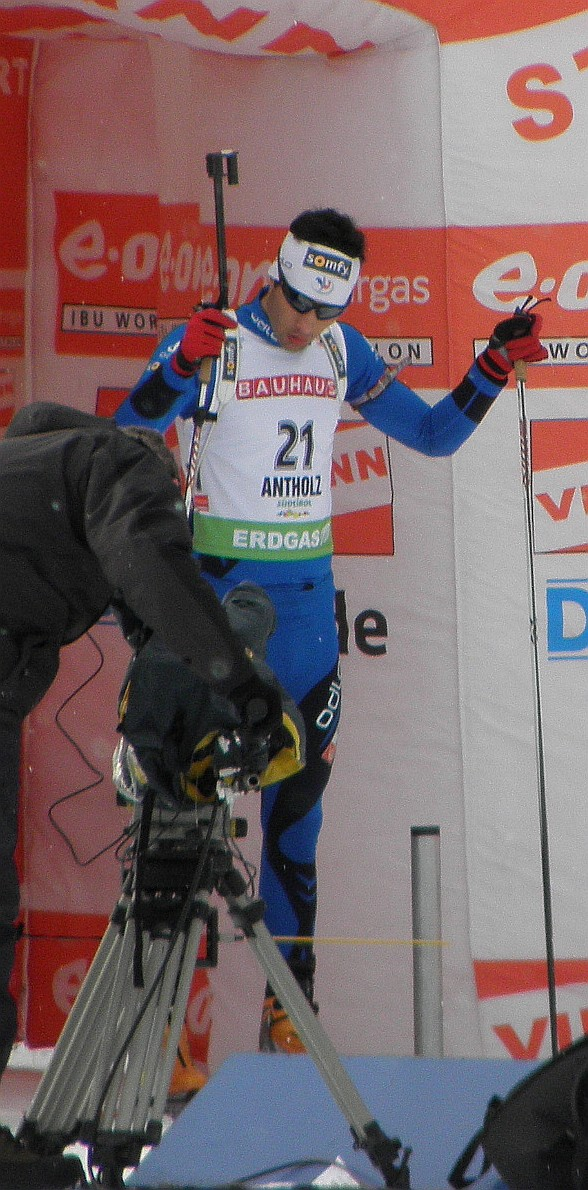
Martin Fourcade zwycięzca Klasyfikacji biegu pościgowego
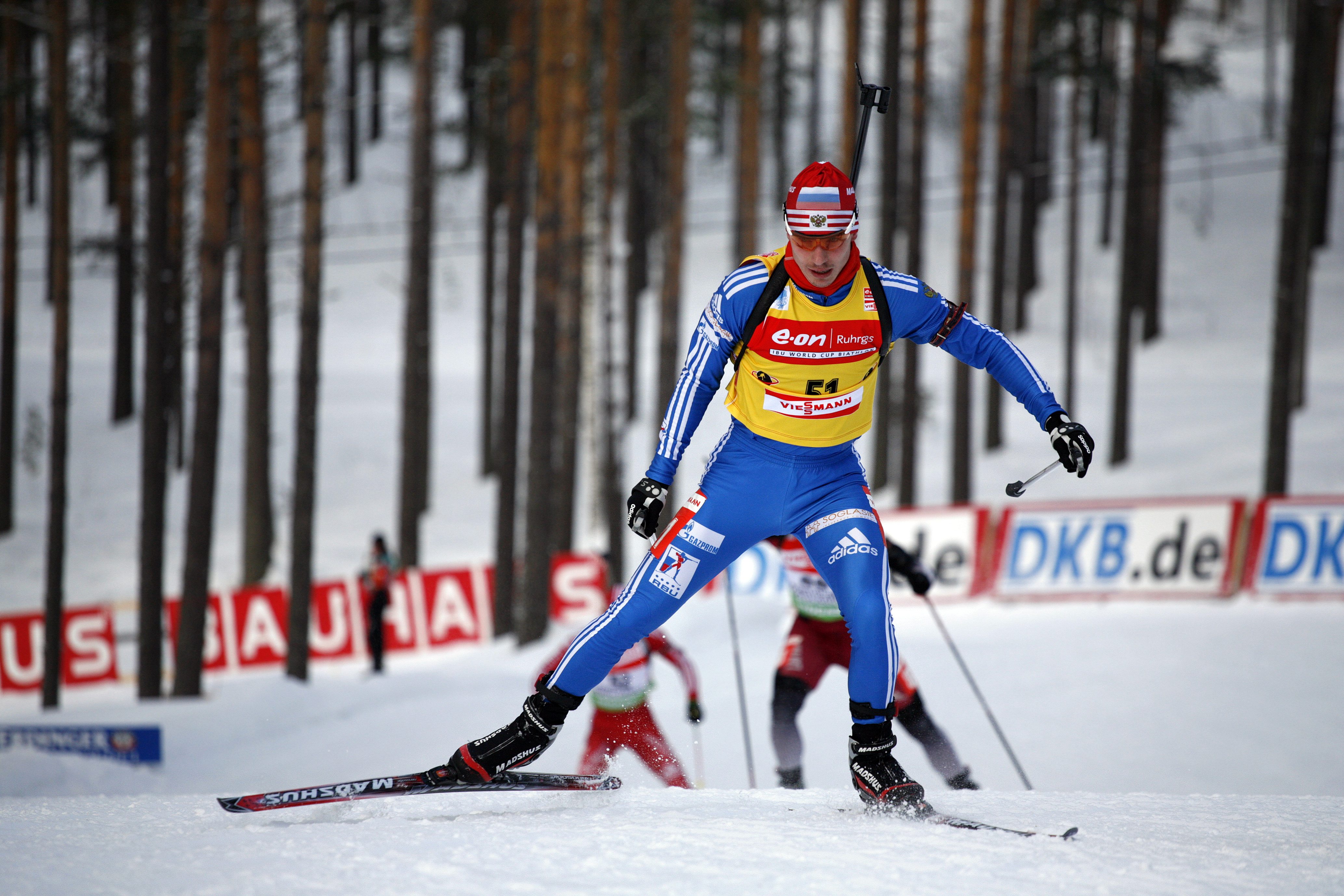
Jewgienij Ustiugow zwycięzca Klasyfikacji biegu masowego
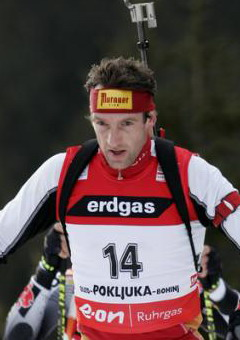
Christoph Sumann zwycięzca Klasyfikacji biegu indywidualnego
Norwegia zwycięzcy Klasyfikacji sztafet

### Kobiety

Niemcy zwycięzca Pucharu Narodów

- Niemcy
zwycięzca Pucharu Narodów

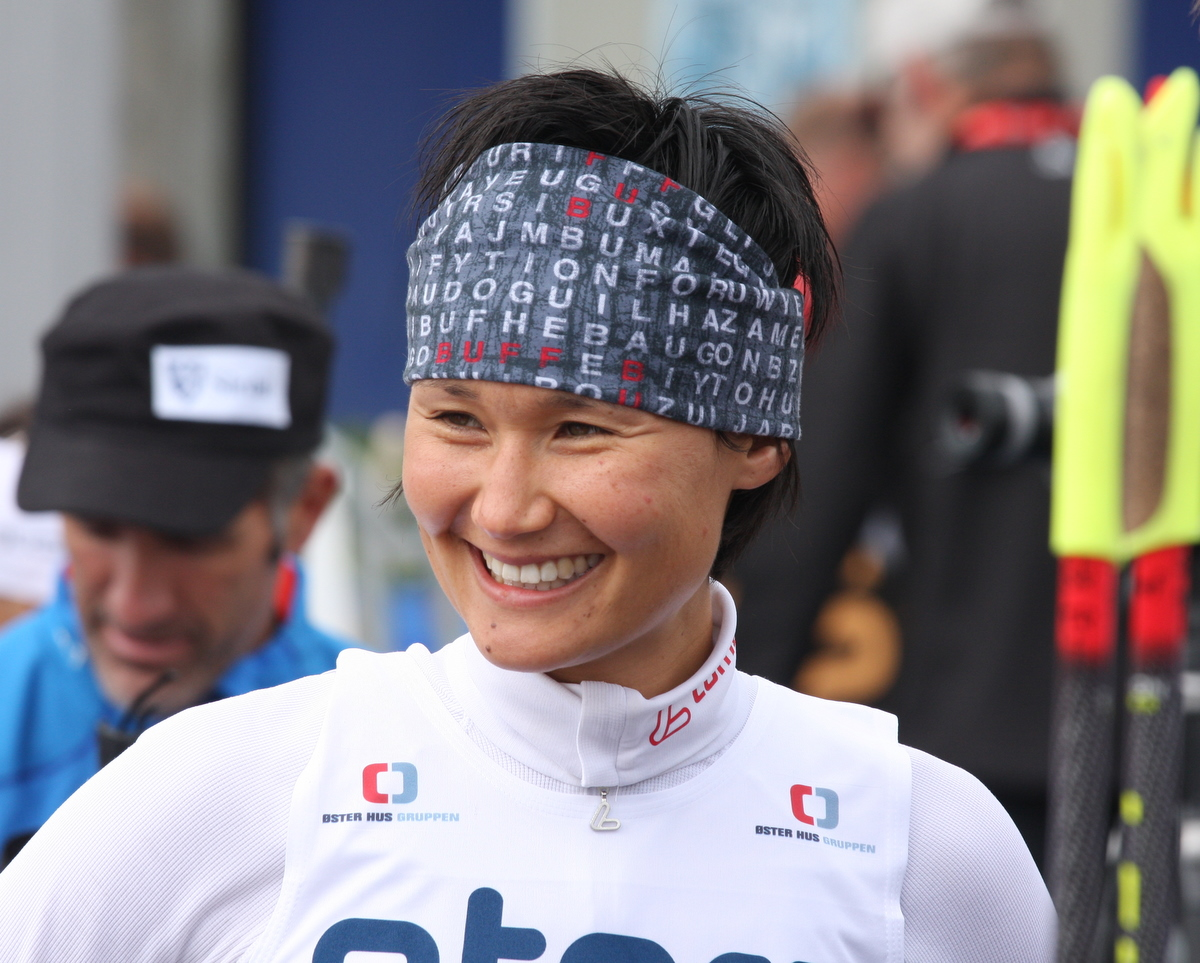
Simone Hauswald zwyciężczyni Klasyfikacji sprintu
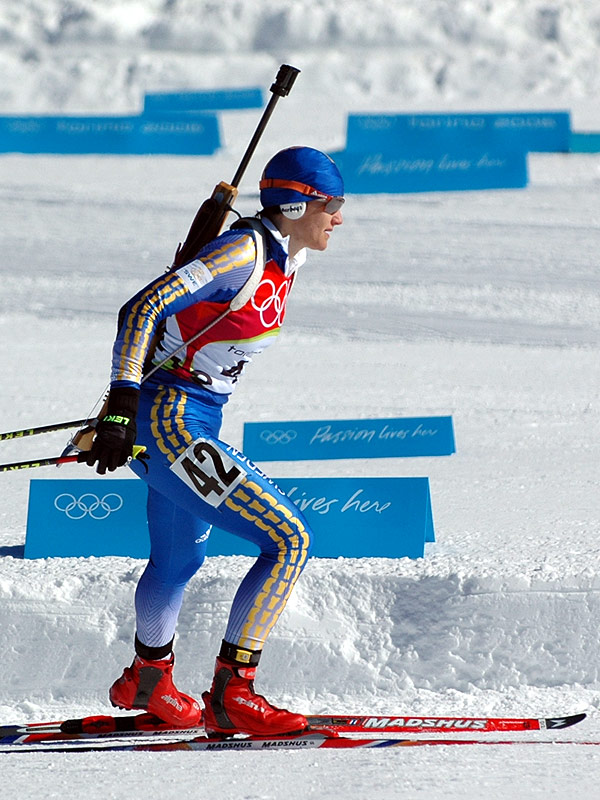
Anna Carin Olofsson-Zidek zwyciężczyni Klasyfikacji biegu indywidualnego
Rosja zwyciężczynie Klasyfikacji sztafet

## Kalendarz
W porównaniu do sezonu 2008/2009 biathloniści nie pojechali na zawody do kanadyjskiego Whistler, gdzie odbyły się Igrzyska Olimpijskie. Oprócz tego powróciły starty w Finlandii – Kontiolahti oraz, po roku przerwy, zawodnicy znowu udali się do Oslo, które zastąpiło zawody w Trondheim. Początkowo planowane były zawody w słowackim Osrblie, jednakże na skutek przedłużenia remontu stadionu zostały odwołane, zastąpiły je starty w Pokljuce.
Podczas całego sezonu, zawodnicy dwukrotnie rywalizowali w sztafecie mieszanej. Konkurencja damsko-męska rozegrana została w Kontiolahti oraz podczas mistrzostw świata sztafet mieszanych w Chanty-Mansyjsku, które odbyły się wskutek niewłączenia tej konkurencji do programu Igrzysk.
Zawody Pucharu Świata były rozgrywane w ośmiu państwach i dziewięciu miastach, na dwóch kontynentach – europejskim oraz azjatyckim, nie licząc igrzysk olimpijskich, które odbyły się w Ameryce Północnej w Vancouver. Najczęściej biathloniści zagościli w Niemczech (dwa razy).

### Rozegrane zawody
- Östersund (2–6 grudnia 2009)
- Hochfilzen (10–13 grudnia 2009)
- Pokljuka (17–20 grudnia 2009)
- Oberhof (7–10 stycznia 2010)
- Ruhpolding (13–17 stycznia 2010)
- Anterselva (21–24 stycznia 2010)
- Zimowe Igrzyska Olimpijskie 2010, Vancouver/Whistler (13–28 lutego 2010)
- Kontiolahti (10–14 marca 2010)
- Oslo/Holmenkollen (15–21 marca 2010)
- Chanty-Mansyjsk (22–28 marca 2010) (rozegrane zostały mistrzostwa świata sztafet mieszanych)

## Państwa startujące
Poniżej znajduje się lista ukazująca, jaką liczbę zawodników w zawodach Pucharu Świata, mogły wystawić poszczególne reprezentacje. Tworzona została na podstawie klasyfikacji generalnej Pucharu Narodów poprzedniego sezonu.
Mężczyźni:
- 7 zawodników:  Norwegia,  Austria,  Niemcy,  Szwecja
- 6 zawodników:  Francja,  Rosja,  Ukraina,  Czechy
- 5 zawodników:  Włochy,  Białoruś,  Szwajcaria,  Stany Zjednoczone
- 4 zawodników:  Słowenia,  Kanada,  Słowacja,  Polska,  Estonia,  Łotwa,  Finlandia,  Bułgaria,  Japonia,  Wielka Brytania
- 2 zawodników: pozostałe państwa, które wcześniej miały swoich zawodników w Pucharze IBU.

Kobiety:
- 7 zawodniczek:  Niemcy,  Szwecja,  Francja,  Ukraina
- 6 zawodniczek:  Norwegia,  Chiny,  Rosja,  Białoruś
- 5 zawodniczek:  Polska,  Rumunia,  Włochy,  Czechy
- 4 zawodniczki:  Kanada,  Finlandia,  Słowacja,  Łotwa,  Stany Zjednoczone,  Kazachstan,  Estonia,  Słowenia,  Korea Południowa,  Bułgaria
- 2 zawodniczki: pozostałe państwa, które wcześniej miały swoje zawodniczki w Pucharze IBU.

## Składy
| Kadra | Zawodnik             |
| ----- | -------------------- |
| n     | Tobias Eberhard      |
| n     | Simon Eder           |
| n     | Dominik Landertinger |
| n     | Daniel Mesotitsch    |
| n     | Friedrich Pinter     |
| n     | Christoph Sumann     |

| Kadra | Zawodnik           |
| ----- | ------------------ |
| A     | Mario Dresher      |
| A     | Julian Eberhard    |
| A     | Sven Grossegger    |
| A     | Michael Hauser     |
| A     | Martin Mesotitsch  |
| A     | Alexander Nuss     |
| A     | Michael Reiter     |
| A     | Daniel Salvenmoser |
| A     | Andreas Schwabi    |
| A     | Iris Waldhuber     |

| Kadra | Zawodnik           |
| ----- | ------------------ |
| B     | Albert Herzog      |
| B     | Bernhard Leitinger |
| B     | David Komatz       |
| B     | Lorenz Wäger       |

| Kadra | Zawodnik              |
| ----- | --------------------- |
| C     | Thomas Haumer         |
| C     | Martin Huber          |
| C     | Fabian Hörl           |
| C     | Christian Kitzbichler |
| C     | Martin Maier          |
| C     | Sebastian Słowiok     |
| C     | Nina Gruber           |
| C     | Christina Rieder      |
| C     | Sabrina Schnedl       |

| Kadra | Zawodnik             |
| ----- | -------------------- |
| n     | Tobias Eberhard      |
| n     | Simon Eder           |
| n     | Dominik Landertinger |
| n     | Daniel Mesotitsch    |
| n     | Friedrich Pinter     |
| n     | Christoph Sumann     |

| Kadra | Zawodnik           |
| ----- | ------------------ |
| A     | Mario Dresher      |
| A     | Julian Eberhard    |
| A     | Sven Grossegger    |
| A     | Michael Hauser     |
| A     | Martin Mesotitsch  |
| A     | Alexander Nuss     |
| A     | Michael Reiter     |
| A     | Daniel Salvenmoser |
| A     | Andreas Schwabi    |
| A     | Iris Waldhuber     |

| Kadra | Zawodnik           |
| ----- | ------------------ |
| B     | Albert Herzog      |
| B     | Bernhard Leitinger |
| B     | David Komatz       |
| B     | Lorenz Wäger       |

| Kadra | Zawodnik              |
| ----- | --------------------- |
| C     | Thomas Haumer         |
| C     | Martin Huber          |
| C     | Fabian Hörl           |
| C     | Christian Kitzbichler |
| C     | Martin Maier          |
| C     | Sebastian Słowiok     |
| C     | Nina Gruber           |
| C     | Christina Rieder      |
| C     | Sabrina Schnedl       |

| Kadra | Zawodnik        |
| ----- | --------------- |
| A     | Jaroslav Soukup |
| A     | Zdeněk Vítek    |
| A     | Tomáš Holubec   |
| A     | Roman Dostál    |
| A     | Michal Šlesingr |
| A     | Ondřej Moravec  |

| Kadra | Zawodnik           |
| ----- | ------------------ |
| A     | Barbora Tomešová   |
| A     | Zuzana Tryznová    |
| A     | Zdeňka Vejnarová   |
| A     | Veronika Zvařičová |
| A     | Magda Rezlerová    |
| A     | Veronika Vítková   |

| Kadra | Zawodnik        |
| ----- | --------------- |
| A     | Jaroslav Soukup |
| A     | Zdeněk Vítek    |
| A     | Tomáš Holubec   |
| A     | Roman Dostál    |
| A     | Michal Šlesingr |
| A     | Ondřej Moravec  |

| Kadra | Zawodnik           |
| ----- | ------------------ |
| A     | Barbora Tomešová   |
| A     | Zuzana Tryznová    |
| A     | Zdeňka Vejnarová   |
| A     | Veronika Zvařičová |
| A     | Magda Rezlerová    |
| A     | Veronika Vítková   |

| Kadra | Zawodnik                |
| ----- | ----------------------- |
| A     | Marc-André Bédard       |
| A     | Robin Clegg             |
| A     | Patrick Côté            |
| A     | Brendan Green           |
| A     | Maxime Leboeuf          |
| A     | Jean-Philippe Leguellec |
| A     | Scott Perras            |
| A     | Jaime Robb              |
| A     | Nathan Smith            |

| Kadra | Zawodnik         |
| ----- | ---------------- |
| B     | Tyson Smith      |
| B     | Mateusz Stachura |

| Kadra | Zawodniczka  |
| ----- | ------------ |
| A     | Megan Imrie  |
| A     | Sandra Keith |
| A     | Zina Kocher  |
| A     | Megan Tandy  |

| Kadra | Zawodniczka      |
| ----- | ---------------- |
| B     | Rosanna Crawford |
| B     | Claude Godbout   |

| Kadra | Zawodnik                |
| ----- | ----------------------- |
| A     | Marc-André Bédard       |
| A     | Robin Clegg             |
| A     | Patrick Côté            |
| A     | Brendan Green           |
| A     | Maxime Leboeuf          |
| A     | Jean-Philippe Leguellec |
| A     | Scott Perras            |
| A     | Jaime Robb              |
| A     | Nathan Smith            |

| Kadra | Zawodnik         |
| ----- | ---------------- |
| B     | Tyson Smith      |
| B     | Mateusz Stachura |

| Kadra | Zawodniczka  |
| ----- | ------------ |
| A     | Megan Imrie  |
| A     | Sandra Keith |
| A     | Zina Kocher  |
| A     | Megan Tandy  |

| Kadra | Zawodniczka      |
| ----- | ---------------- |
| B     | Rosanna Crawford |
| B     | Claude Godbout   |

| Kadra | Zawodnik       |
| ----- | -------------- |
| A     | Timo Antila    |
| A     | Paavo Puurunen |

| Kadra | Zawodniczka      |
| ----- | ---------------- |
| A     | Teija Lehtimäki  |
| A     | Mari Laukkanen   |
| A     | Kaisa Mäkäräinen |

| Kadra | Zawodniczka   |
| ----- | ------------- |
| B     | Mika Kaljunen |
| B     | Ville Simola  |
| B     | Eppu Väänänen |

| Kadra | Zawodnik       |
| ----- | -------------- |
| A     | Timo Antila    |
| A     | Paavo Puurunen |

| Kadra | Zawodniczka      |
| ----- | ---------------- |
| A     | Teija Lehtimäki  |
| A     | Mari Laukkanen   |
| A     | Kaisa Mäkäräinen |

| Kadra | Zawodniczka   |
| ----- | ------------- |
| B     | Mika Kaljunen |
| B     | Ville Simola  |
| B     | Eppu Väänänen |

| Kadra | Zawodnik         |
| ----- | ---------------- |
| A     | Vincent Defrasne |
| A     | Martin Fourcade  |
| A     | Simon Fourcade   |
| A     | Vincent Jay      |

| Kadra | Zawodnik               |
| ----- | ---------------------- |
| B     | Jean-Guillaume Béatrix |
| B     | Alexis Bœuf            |
| B     | Rémy Borgeot           |
| B     | Ludwig Erhart          |
| B     | Yann Guigonnet         |
| B     | Loïs Habert            |
| B     | Frédéric Jean          |
| B     | Mathieu Souchal        |

| Kadra | Zawodniczka        |
| ----- | ------------------ |
| A     | Sandrine Bailly    |
| A     | Sylvie Becaert     |
| A     | Marie-Laure Brunet |
| A     | Marie Dorin        |

| Kadra | Zawodniczka         |
| ----- | ------------------- |
| B     | Sophie Boilley      |
| B     | Marine Bolliet      |
| B     | Laure Bosc          |
| B     | Julie Carraz-Collin |
| B     | Marion Charles      |
| B     | Marine Dusser       |
| B     | Pauline Macabies    |

| Kadra | Zawodnik         |
| ----- | ---------------- |
| A     | Vincent Defrasne |
| A     | Martin Fourcade  |
| A     | Simon Fourcade   |
| A     | Vincent Jay      |

| Kadra | Zawodnik               |
| ----- | ---------------------- |
| B     | Jean-Guillaume Béatrix |
| B     | Alexis Bœuf            |
| B     | Rémy Borgeot           |
| B     | Ludwig Erhart          |
| B     | Yann Guigonnet         |
| B     | Loïs Habert            |
| B     | Frédéric Jean          |
| B     | Mathieu Souchal        |

| Kadra | Zawodniczka        |
| ----- | ------------------ |
| A     | Sandrine Bailly    |
| A     | Sylvie Becaert     |
| A     | Marie-Laure Brunet |
| A     | Marie Dorin        |

| Kadra | Zawodniczka         |
| ----- | ------------------- |
| B     | Sophie Boilley      |
| B     | Marine Bolliet      |
| B     | Laure Bosc          |
| B     | Julie Carraz-Collin |
| B     | Marion Charles      |
| B     | Marine Dusser       |
| B     | Pauline Macabies    |

| Kadra | Zawodnik           |
| ----- | ------------------ |
| A     | Andreas Birnbacher |
| A     | Daniel Böhm        |
| A     | Michael Greis      |
| A     | Arnd Peiffer       |
| A     | Michael Rösch      |
| A     | Simon Schempp      |
| A     | Christoph Stephan  |
| A     | Alexander Wolf     |

| Kadra | Zawodnik         |
| ----- | ---------------- |
| B     | Matthias Bischl  |
| B     | Daniel Graf      |
| B     | Christoph Knie   |
| B     | Toni Lang        |
| B     | Erik Lesser      |
| B     | Tobias Reiter    |
| B     | Norbert Schiller |
| B     | Robert Wick      |

| Kadra | Zawodniczka      |
| ----- | ---------------- |
| A     | Tina Bachmann    |
| A     | Martina Beck     |
| A     | Juliane Döll     |
| A     | Simone Hauswald  |
| A     | Andrea Henkel    |
| A     | Kathrin Hitzer   |
| A     | Magdalena Neuner |
| A     | Kati Wilhelm     |

| Kadra | Zawodniczka      |
| ----- | ---------------- |
| B     | Romy Beer        |
| B     | Sabrina Buchholz |
| B     | Carolin Hennecke |
| B     | Susann König     |
| B     | Anne Preußler    |
| B     | Lisa Voight      |

| Kadra | Zawodnik           |
| ----- | ------------------ |
| A     | Andreas Birnbacher |
| A     | Daniel Böhm        |
| A     | Michael Greis      |
| A     | Arnd Peiffer       |
| A     | Michael Rösch      |
| A     | Simon Schempp      |
| A     | Christoph Stephan  |
| A     | Alexander Wolf     |

| Kadra | Zawodnik         |
| ----- | ---------------- |
| B     | Matthias Bischl  |
| B     | Daniel Graf      |
| B     | Christoph Knie   |
| B     | Toni Lang        |
| B     | Erik Lesser      |
| B     | Tobias Reiter    |
| B     | Norbert Schiller |
| B     | Robert Wick      |

| Kadra | Zawodniczka      |
| ----- | ---------------- |
| A     | Tina Bachmann    |
| A     | Martina Beck     |
| A     | Juliane Döll     |
| A     | Simone Hauswald  |
| A     | Andrea Henkel    |
| A     | Kathrin Hitzer   |
| A     | Magdalena Neuner |
| A     | Kati Wilhelm     |

| Kadra | Zawodniczka      |
| ----- | ---------------- |
| B     | Romy Beer        |
| B     | Sabrina Buchholz |
| B     | Carolin Hennecke |
| B     | Susann König     |
| B     | Anne Preußler    |
| B     | Lisa Voight      |

| Kadra | Zawodnik             |
| ----- | -------------------- |
| A     | Ole Einar Bjørndalen |
| A     | Rune Brattsveen      |
| A     | Halvard Hanevold     |
| A     | Alexander Os         |
| A     | Emil Hegle Svendsen  |
| A     | Tarjei Bø            |

| Kadra | Zawodnik             |
| ----- | -------------------- |
| B     | Lars Berger          |
| B     | Stian Eckhoff        |
| B     | Lars Helge Birkeland |
| B     | Ronny Hafsås         |
| B     | Dag Erik Kokkin      |
| B     | Henrik L’Abée-Lund   |

| Kadra | Zawodniczka                 |
| ----- | --------------------------- |
| A     | Tora Berger                 |
| A     | Ann Kristin Aafedt Flatland |
| A     | Anne Ingstadbjørg           |
| A     | Solveig Rogstad             |
| A     | Julie Bonnevie-Svendsen     |
| A     | Synnøve Solemdal            |

| Kadra | Zawodniczka             |
| ----- | ----------------------- |
| j     | Tiril Eckhoff           |
| j     | Fanny Welle-Strand Horn |
| j     | Bente Landheim          |
| j     | Ingeborg Lunde          |
| j     | Ada Ringen              |
| j     | Elise Ringen            |

| Kadra | Zawodnik             |
| ----- | -------------------- |
| A     | Ole Einar Bjørndalen |
| A     | Rune Brattsveen      |
| A     | Halvard Hanevold     |
| A     | Alexander Os         |
| A     | Emil Hegle Svendsen  |
| A     | Tarjei Bø            |

| Kadra | Zawodnik             |
| ----- | -------------------- |
| B     | Lars Berger          |
| B     | Stian Eckhoff        |
| B     | Lars Helge Birkeland |
| B     | Ronny Hafsås         |
| B     | Dag Erik Kokkin      |
| B     | Henrik L’Abée-Lund   |

| Kadra | Zawodniczka                 |
| ----- | --------------------------- |
| A     | Tora Berger                 |
| A     | Ann Kristin Aafedt Flatland |
| A     | Anne Ingstadbjørg           |
| A     | Solveig Rogstad             |
| A     | Julie Bonnevie-Svendsen     |
| A     | Synnøve Solemdal            |

| Kadra | Zawodniczka             |
| ----- | ----------------------- |
| j     | Tiril Eckhoff           |
| j     | Fanny Welle-Strand Horn |
| j     | Bente Landheim          |
| j     | Ingeborg Lunde          |
| j     | Ada Ringen              |
| j     | Elise Ringen            |

| Kadra | Zawodnik        |
| ----- | --------------- |
| O     | Mirosław Kobus  |
| O     | Tomasz Sikora   |
| O     | Łukasz Szczurek |

| Kadra | Zawodnik            |
| ----- | ------------------- |
| n     | Grzegorz Bril       |
| n     | Adam Kwak           |
| n     | Mariusz Leja        |
| n     | Krzysztof Pływaczyk |
| n     | Łukasz Witek        |
| n     | Sebastian Witek     |

| Kadra | Zawodniczka                  |
| ----- | ---------------------------- |
| O     | Paulina Bobak                |
| O     | Agnieszka Grzybek            |
| O     | Magdalena Gwizdoń            |
| O     | Krystyna Pałka               |
| O     | Weronika Nowakowska-Ziemniak |

| Kadra | Zawodniczka      |
| ----- | ---------------- |
| n     | Magdalena Nykiel |
| n     | Karolina Pitoń   |

| Kadra | Zawodnik        |
| ----- | --------------- |
| O     | Mirosław Kobus  |
| O     | Tomasz Sikora   |
| O     | Łukasz Szczurek |

| Kadra | Zawodnik            |
| ----- | ------------------- |
| n     | Grzegorz Bril       |
| n     | Adam Kwak           |
| n     | Mariusz Leja        |
| n     | Krzysztof Pływaczyk |
| n     | Łukasz Witek        |
| n     | Sebastian Witek     |

| Kadra | Zawodniczka                  |
| ----- | ---------------------------- |
| O     | Paulina Bobak                |
| O     | Agnieszka Grzybek            |
| O     | Magdalena Gwizdoń            |
| O     | Krystyna Pałka               |
| O     | Weronika Nowakowska-Ziemniak |

| Kadra | Zawodniczka      |
| ----- | ---------------- |
| n     | Magdalena Nykiel |
| n     | Karolina Pitoń   |

| Kadra | Zawodnik           |
| ----- | ------------------ |
| A     | Nikołaj Krugłow    |
| A     | Andriej Makowiejew |
| A     | Iwan Czeriezow     |
| A     | Maksim Czudow      |
| A     | Anton Szypulin     |
| A     | Jewgienij Ustiugow |
| A     | Wiktor Wasiljew    |
| A     | Aleksiej Wołkow    |

| Kadra | Zawodnik           |
| ----- | ------------------ |
| B     | Siergiej Bałandin  |
| B     | Artiom Gusiew      |
| B     | Filipp Szulman     |
| B     | Maksim Maksimow    |
| B     | Andriej Prokunin   |
| B     | Siergiej Rożkow    |
| B     | Kiriłł Szczerbakow |
| B     | Władimir Siemakow  |

| Kadra | Zawodniczka         |
| ----- | ------------------- |
| A     | Anna Bułygina       |
| A     | Natalja Burdyga     |
| A     | Oksana Nieupokojewa |
| A     | Olga Miedwiedcewa   |
| A     | Jana Romanowa       |
| A     | Marija Sadiłowa     |
| A     | Swietłana Slepcowa  |
| A     | Olga Wiłuchina      |
| B     | Olga Zajcewa        |

| Kadra | Zawodniczka           |
| ----- | --------------------- |
| B     | Olga Anisimowa        |
| B     | Anna Bogalij-Titowiec |
| B     | Natalja Sorokina      |
| B     | Uljana Dienisowa      |
| B     | Anna Kunajewa         |
| B     | Anastazja Kuzniecowa  |
| B     | Tatjana Moisiejewa    |
| B     | Natalja Sokołowa      |
| B     | Ljubow Petrowa        |
| B     | Nadieżdża Czastina    |
| B     | Tatiana Zewaczina     |

| Kadra | Zawodnik           |
| ----- | ------------------ |
| A     | Nikołaj Krugłow    |
| A     | Andriej Makowiejew |
| A     | Iwan Czeriezow     |
| A     | Maksim Czudow      |
| A     | Anton Szypulin     |
| A     | Jewgienij Ustiugow |
| A     | Wiktor Wasiljew    |
| A     | Aleksiej Wołkow    |

| Kadra | Zawodnik           |
| ----- | ------------------ |
| B     | Siergiej Bałandin  |
| B     | Artiom Gusiew      |
| B     | Filipp Szulman     |
| B     | Maksim Maksimow    |
| B     | Andriej Prokunin   |
| B     | Siergiej Rożkow    |
| B     | Kiriłł Szczerbakow |
| B     | Władimir Siemakow  |

| Kadra | Zawodniczka         |
| ----- | ------------------- |
| A     | Anna Bułygina       |
| A     | Natalja Burdyga     |
| A     | Oksana Nieupokojewa |
| A     | Olga Miedwiedcewa   |
| A     | Jana Romanowa       |
| A     | Marija Sadiłowa     |
| A     | Swietłana Slepcowa  |
| A     | Olga Wiłuchina      |
| B     | Olga Zajcewa        |

| Kadra | Zawodniczka           |
| ----- | --------------------- |
| B     | Olga Anisimowa        |
| B     | Anna Bogalij-Titowiec |
| B     | Natalja Sorokina      |
| B     | Uljana Dienisowa      |
| B     | Anna Kunajewa         |
| B     | Anastazja Kuzniecowa  |
| B     | Tatjana Moisiejewa    |
| B     | Natalja Sokołowa      |
| B     | Ljubow Petrowa        |
| B     | Nadieżdża Czastina    |
| B     | Tatiana Zewaczina     |

| Kadra | Zawodnik           |
| ----- | ------------------ |
| A     | Carl Johan Bergman |
| A     | Jörgen Brink       |
| A     | David Ekholm       |
| A     | Björn Ferry        |
| A     | Magnus Jonsson     |
| A     | Fredrik Lindström  |
| A     | Mattias Nilsson    |

| Kadra | Zawodniczka               |
| ----- | ------------------------- |
| A     | Sofia Domeij              |
| A     | Elisabeth Högberg         |
| A     | Helena Jonsson            |
| A     | Jenny Jonsson             |
| A     | Anna Maria Nilsson        |
| A     | Anna Carin Olofsson-Zidek |

| Kadra | Zawodnik           |
| ----- | ------------------ |
| A     | Carl Johan Bergman |
| A     | Jörgen Brink       |
| A     | David Ekholm       |
| A     | Björn Ferry        |
| A     | Magnus Jonsson     |
| A     | Fredrik Lindström  |
| A     | Mattias Nilsson    |

| Kadra | Zawodniczka               |
| ----- | ------------------------- |
| A     | Sofia Domeij              |
| A     | Elisabeth Högberg         |
| A     | Helena Jonsson            |
| A     | Jenny Jonsson             |
| A     | Anna Maria Nilsson        |
| A     | Anna Carin Olofsson-Zidek |

| Kadra | Zawodnik           |
| ----- | ------------------ |
| N     | Simon Hallenbarter |

| Kadra | Zawodnik        |
| ----- | --------------- |
| A     | Thomas Frei     |
| A     | Ivan Joller     |
| A     | Matthias Simmen |

| Kadra | Zawodniczka       |
| ----- | ----------------- |
| B     | Claudio Böckli    |
| B     | Christian Stebler |
| B     | Benjamin Weger    |

| Kadra | Zawodniczka     |
| ----- | --------------- |
| B     | Selina Gasparin |

| Kadra | Zawodnik           |
| ----- | ------------------ |
| N     | Simon Hallenbarter |

| Kadra | Zawodnik        |
| ----- | --------------- |
| A     | Thomas Frei     |
| A     | Ivan Joller     |
| A     | Matthias Simmen |

| Kadra | Zawodniczka       |
| ----- | ----------------- |
| B     | Claudio Böckli    |
| B     | Christian Stebler |
| B     | Benjamin Weger    |

| Kadra | Zawodniczka     |
| ----- | --------------- |
| B     | Selina Gasparin |

| Kadra | Zawodnik     |
| ----- | ------------ |
| A     | Janez Marič  |
| A     | Klemen Bauer |
| A     | Peter Dokl   |
| A     | Vasja Rupnik |
| A     | Jože Mehle   |
| A     |              |

| Kadra | Zawodnik                 |
| ----- | ------------------------ |
| A     | Teja Gregorin            |
| A     | Tadeja Brankovič-Likozar |
| A     | Dijana Grudiček-Ravnikar |
| A     | Andreja Mali             |

| Kadra | Zawodniczka   |
| ----- | ------------- |
| B     | Nejc Kordiš   |
| B     | Simon Kočevar |
| B     | Matej Kordež  |
| B     | Matevž Kovač  |
| B     | Anže Povirk   |
| B     | Lili Drčar    |

| Kadra | Zawodniczka    |
| ----- | -------------- |
| j     | Aleš Gregorin  |
| j     | Primož Pančur  |
| j     | Jure Sterle    |
| j     | Juš Kolarič    |
| j     | Nastja Raušelj |
| j     | Vid Zabret     |
| j     | Miha Dovžan    |
| j     | Greta Tomšič   |

| Kadra | Zawodnik     |
| ----- | ------------ |
| A     | Janez Marič  |
| A     | Klemen Bauer |
| A     | Peter Dokl   |
| A     | Vasja Rupnik |
| A     | Jože Mehle   |
| A     |              |

| Kadra | Zawodnik                 |
| ----- | ------------------------ |
| A     | Teja Gregorin            |
| A     | Tadeja Brankovič-Likozar |
| A     | Dijana Grudiček-Ravnikar |
| A     | Andreja Mali             |

| Kadra | Zawodniczka   |
| ----- | ------------- |
| B     | Nejc Kordiš   |
| B     | Simon Kočevar |
| B     | Matej Kordež  |
| B     | Matevž Kovač  |
| B     | Anže Povirk   |
| B     | Lili Drčar    |

| Kadra | Zawodniczka    |
| ----- | -------------- |
| j     | Aleš Gregorin  |
| j     | Primož Pančur  |
| j     | Jure Sterle    |
| j     | Juš Kolarič    |
| j     | Nastja Raušelj |
| j     | Vid Zabret     |
| j     | Miha Dovžan    |
| j     | Greta Tomšič   |

| Kadra | Zawodnik        |
| ----- | --------------- |
| A     | Tim Burke       |
| A     | Jay Hakkinen    |
| A     | Lowell Bailey   |
| A     | Jeremy Teela    |
| A     | Russell Currier |
| A     | Wynn Roberts    |

| Kadra | Zawodnik     |
| ----- | ------------ |
| B     | Zach Hall    |
| B     | Mark Johnson |

| Kadra | Zawodniczka   |
| ----- | ------------- |
| A     | Haley Johnson |

| Kadra | Zawodniczka      |
| ----- | ---------------- |
| B     | Lanny Barnes     |
| B     | Tracy Barnes     |
| B     | Carolyn Bramante |
| B     | Laura Spector    |
| B     | Sara Studebaker  |
| B     | Annelies Cook    |
| B     | Susan Dunklee    |

| Kadra | Zawodnik        |
| ----- | --------------- |
| A     | Tim Burke       |
| A     | Jay Hakkinen    |
| A     | Lowell Bailey   |
| A     | Jeremy Teela    |
| A     | Russell Currier |
| A     | Wynn Roberts    |

| Kadra | Zawodnik     |
| ----- | ------------ |
| B     | Zach Hall    |
| B     | Mark Johnson |

| Kadra | Zawodniczka   |
| ----- | ------------- |
| A     | Haley Johnson |

| Kadra | Zawodniczka      |
| ----- | ---------------- |
| B     | Lanny Barnes     |
| B     | Tracy Barnes     |
| B     | Carolyn Bramante |
| B     | Laura Spector    |
| B     | Sara Studebaker  |
| B     | Annelies Cook    |
| B     | Susan Dunklee    |

| Kadra | Zawodnik          |
| ----- | ----------------- |
| A     | Simon Allanson    |
| A     | Pete Bayer        |
| A     | Paul Birmingham   |
| A     | Rod Chudley       |
| A     | Craig Driffill    |
| A     | Stephen Hill      |
| A     | Lee-Steve Jackson |
| A     | Kevin Kane        |
| A     | Marcel Laponder   |

| Kadra | Zawodniczka      |
| ----- | ---------------- |
| A     | Emma Fowler      |
| A     | Amanda Lightfoot |
| A     | Alanda Scott     |
| A     | Olwen Thorn      |
| A     | Adele Walker     |

| Kadra | Zawodnik          |
| ----- | ----------------- |
| A     | Simon Allanson    |
| A     | Pete Bayer        |
| A     | Paul Birmingham   |
| A     | Rod Chudley       |
| A     | Craig Driffill    |
| A     | Stephen Hill      |
| A     | Lee-Steve Jackson |
| A     | Kevin Kane        |
| A     | Marcel Laponder   |

| Kadra | Zawodniczka      |
| ----- | ---------------- |
| A     | Emma Fowler      |
| A     | Amanda Lightfoot |
| A     | Alanda Scott     |
| A     | Olwen Thorn      |
| A     | Adele Walker     |

| Kadra | Zawodnik                |
| ----- | ----------------------- |
| A     | Mattia Cola             |
| A     | Christian De Lorenzi    |
| A     | Lukas Hofer             |
| A     | Christian Martinelli    |
| A     | Nicola Pozzi            |
| A     | Rene Laurent Vuillermoz |
| A     | Markus Windisch         |

| Kadra | Zawodnik        |
| ----- | --------------- |
| B     | Luca Bormolini  |
| B     | Riccardo Romani |
| B     | Rudy Zini       |

| Kadra | Zawodnik           |
| ----- | ------------------ |
| A     | Barbara Ertl       |
| A     | Roberta Fiandino   |
| A     | Katja Haller       |
| A     | Christa Perathoner |
| A     | Michela Ponza      |

| Kadra | Zawodnik          |
| ----- | ----------------- |
| B     | Michaela Andreola |
| B     | Karin Oberhofer   |

| Kadra | Zawodnik                |
| ----- | ----------------------- |
| A     | Mattia Cola             |
| A     | Christian De Lorenzi    |
| A     | Lukas Hofer             |
| A     | Christian Martinelli    |
| A     | Nicola Pozzi            |
| A     | Rene Laurent Vuillermoz |
| A     | Markus Windisch         |

| Kadra | Zawodnik        |
| ----- | --------------- |
| B     | Luca Bormolini  |
| B     | Riccardo Romani |
| B     | Rudy Zini       |

| Kadra | Zawodnik           |
| ----- | ------------------ |
| A     | Barbara Ertl       |
| A     | Roberta Fiandino   |
| A     | Katja Haller       |
| A     | Christa Perathoner |
| A     | Michela Ponza      |

| Kadra | Zawodnik          |
| ----- | ----------------- |
| B     | Michaela Andreola |
| B     | Karin Oberhofer   |

## Wyniki szczegółowe

### Puchar Świata w Östersund
| Data      | Konkurencja                  | M/K | Zwycięzcy | Top 10 | Polacy |
| --------- | ---------------------------- | --- | --- | --- | --- |
| 2 grudnia | Bieg indywidualny Raport IBU | K   | 1. Helena Jonsson 43:01,4 (1) 2. Anna Carin Olofsson-Zidek +26,2 (2) 3. Darja Domraczewa +1:16,4 (2) | 4. Swietłana Slepcowa 5. Wałentyna Semerenko 6. Oksana Chwostenko 7. Marie-Laure Brunet 8. Michela Ponza 9. Olga Miedwiedcewa 10. Ołena Pidhruszna | 28. Krystyna Pałka +2:54.7 (2) 52. Agnieszka Cyl +5:10.6 (4) 53. Weronika Nowakowska-Ziemniak +5:17.1 (5) 80. Magdalena Gwizdoń +6:59.9 (6) 82. Paulina Bobak +7:07.7 (4) |
| 3 grudnia | Bieg indywidualny Raport IBU | M   | 1. Emil Hegle Svendsen 52:43,7 (1) 2. Tim Burke +35,5 (1) 3. Christoph Sumann +49,5 (1) | 4. Maksim Czudow 4. Friedrich Pinter 6. Björn Ferry 7. Martin Fourcade 8. Lars Berger 9. Michael Greis 10. Jean-Philippe Leguellec                 | 67. Mirosław Kobus +5:49,8 (2) 71. Tomasz Sikora +5:55,7 (5) 87. Łukasz Szczurek +7:00,7 (3) 93. Łukasz Witek +7:46,7 (4)                                                 |
| 5 grudnia | Sprint Raport IBU            | K   | 1. Tora Berger 21:21,5 (0) 2. Olga Miedwiedcewa +6,8 (0) 3. Kaisa Mäkäräinen +10,0 (0) | 4. Helena Jonsson 5. Song Chaoqing 6. Kati Wilhelm 7. Ołena Pidhruszna 8. Wang Chunli 9. Anna Carin Olofsson-Zidek 10. Oksana Chwostenko           | 14. Agnieszka Cyl +59,9 (0) 17. Krystyna Pałka +1:04,1 (0) 30. Magdalena Gwizdoń +1:27,2 (2) 39. Paulina Bobak +1:40,8 (0) 65. Weronika Nowakowska-Ziemniak +2:33,0 (4)   |
| 5 grudnia | Sprint Raport IBU            | M   | 1. Ole Einar Bjørndalen 23:30,1 (0) 2. Emil Hegle Svendsen +25,1 (1) 3. Tim Burke +37,2 (0) | 4. Christoph Stephan 5. Michael Greis 6. Andreas Birnbacher 7. Christoph Sumann 8. Simon Fourcade 9. Martin Fourcade 10. Arnd Peiffer              | 14. Tomasz Sikora +1:13,4 (1) 78. Mirosław Kobus +3:01,1 91. Łukasz Szczurek +3:26,3 (2) 108. Łukasz Witek +4:23,7 (4)                                                    |
| 6 grudnia | Sztafeta Raport IBU          | M   | 1. Francja 1:15:10,3 (1+7) · (Jay, Defrasne, S. Fourcade, M. Fourcade) · 2. Norwegia +13,7 (3+11) · (Svendsen, Os, Berger, Bjørndalen) · 3. Austria +18,2 (1+7) · (Mesotitsch, Eder, Landertinger, Sumann) | 4. Rosja · 5. Niemcy · 6. Szwecja · 7. Stany Zjednoczone · 8. Ukraina · 9. Szwajcaria · 10. Czechy                                                 | 13. Polska +2:59,6 (0+4) · (Witek, Szczurek, Sikora, Kobus) |
| 6 grudnia | Sztafeta Raport IBU          | K   | 1. Niemcy 1:10:52,5 (0+9) · (Beck, Henkel, Hauswald, Wilhelm) · 2. Rosja +18,4 (0+9) · (Slepcowa, Bułygina, Zajcewa, Miedwiedcewa) · 3. Francja +1:25,2 (0+10) · (Brunet, Becaert, Dorin, Bailly)          | 4. Szwecja · 5. Chiny · 6. Ukraina · 7. Polska · 8. Norwegia · 9. Białoruś · 10. Słowenia                                                          | 7. Polska +3:22,0 (2+9) · (Pałka, Gwizdoń, Nowakowska, Cyl) |

Klasyfikacja generalna po startach w Östersund:
| Miejsce | Zawodnik                | Punkty |
| ------- | ----------------------- | ------ |
| 1       | Emil Hegle Svendsen     | 114    |
| 2       | Tim Burke               | 102    |
| 3       | Christoph Sumann        | 84     |
| 4       | Michael Greis           | 72     |
| 5       | Martin Fourcade         | 70     |
| 6       | Ole Einar Bjørndalen    | 60     |
| 7       | Jean-Philippe Leguellec | 60     |
| 8       | Simon Fourcade          | 57     |
| 9       | Alexander Os            | 52     |
| 10      | Lars Berger             | 51     |
| ...     | ...                     | ...    |
| 23      | Tomasz Sikora           | 27     |
| 41      | Mirosław Kobus          | 0      |
| 41      | Łukasz Szczurek         | 0      |
| 41      | Łukasz Witek            | 0      |

| Miejsce | Zawodniczka                  | Punkty |
| ------- | ---------------------------- | ------ |
| 1       | Helena Jonsson               | 103    |
| 2       | Tora Berger                  | 87     |
| 3       | Anna Carin Olofsson-Zidek    | 86     |
| 4       | Olga Miedwiedcewa            | 86     |
| 5       | Kaisa Mäkäräinen             | 74     |
| 6       | Oksana Chwostenko            | 69     |
| 7       | Swietłana Slepcowa           | 68     |
| 8       | Ołena Pidhruszna             | 67     |
| 9       | Marie-Laure Brunet           | 63     |
| 10      | Kati Wilhelm                 | 62     |
| ...     | ...                          | ...    |
| 19      | Krystyna Pałka               | 37     |
| 26      | Agnieszka Cyl                | 27     |
| 40      | Magdalena Gwizdoń            | 11     |
| 52      | Paulina Bobak                | 2      |
| 54      | Weronika Nowakowska-Ziemniak | 0      |

### Puchar Świata w Hochfilzen
| Data       | Konkurencja                    | M/K | Zwycięzcy | Top 10 | Polacy |
| ---------- | ------------------------------ | --- | --- | --- | --- |
| 11 grudnia | Sprint Raport IBU              | K   | 1. Anna Carin Olofsson-Zidek 23:10,8 (0) 2. Helena Jonsson +11,1 (0) 3. Olga Zajcewa +49,7 (1) | 4. Simone Hauswald 5. Tina Bachmann 6. Olga Miedwiedcewa 7. Kati Wilhelm 8. Sandrine Bailly 9. Kong Yingchao 10. Martina Beck           | 40. Agnieszka Cyl +2:32.3 (1) 56. Krystyna Pałka +3:11.4 (1) 66. Magdalena Gwizdoń +3:30.3 (3) 73. Weronika Nowakowska-Ziemniak +3:51.1 (4) 85. Paulina Bobak +4:21.4 (2) |
| 11 grudnia | Sprint Raport IBU              | M   | 1. Ole Einar Bjørndalen 26:14,0 (0) 2. Nikołaj Krugłow +6,7 (0) 3. Jewgienij Ustiugow +10,1 (1) | 4. Maksim Czudow 5. Lars Berger 6. Christoph Sumann 7. Simon Eder 8. Halvard Hanevold 9. Emil Hegle Svendsen 10. Simon Fourcade         | 72. Tomasz Sikora +2:20,3 (3) 91. Łukasz Szczurek +2:51,0 (2) 100 Mirosław Kobus +3:19,6 (3) 106. Łukasz Witek +3:41,5 (2)                                                |
| 12 grudnia | Bieg na dochodzenie Raport IBU | K   | 1. Helena Jonsson 34:09,1 (1) 2. Swietłana Slepcowa +31,7 (2) 3. Olga Zajcewa +36,0 (2) | 4. Martina Beck 5. Anastasija Kuźmina 6. Andrea Henkel 7. Simone Hauswald 8. Anna Carin Olofsson-Zidek 9. Tora Berger 10. Tina Bachmann | 30. Agnieszka Cyl +3:08,5 (2) |
| 12 grudnia | Bieg na dochodzenie Raport IBU | M   | 1. Emil Hegle Svendsen 34:36,7 (1) 2. Simon Eder +1,6 (1) 3. Ole Einar Bjørndalen +3,1 (3) | 4. Christoph Sumann 5. Jewgienij Ustiugow 6. Nikołaj Krugłow 7. Björn Ferry 8. Simon Fourcade 9. Lars Berger 10. Tim Burke              | Polacy nie zakwalifikowali się do zawodów |
| 13 grudnia | Sztafeta Raport IBU            | K   | 1. Rosja 1:13:37,0 (0+6) · (Slepcowa, Bułygina, Romanowa, Zajcewa) · 2. Francja +3,8 (0+7) · (Brunet, Becaret, Dorin, Bailly) · 3. Szwecja +4,6 (0+3) · (Högberg, Olofsson-Zidek, Nilsson, Jonsson) | 4. Niemcy · 5. Norwegia · 6. Polska · 7. Słowenia · 8. Chiny · 9. Ukraina · 10. Białoruś                                                | 6. Polska +2:26,1 (0+12) · (Pałka, Gwizdoń, Nowakowska, Cyl) |
| 13 grudnia | Sztafeta Raport IBU            | M   | 1. Austria 1:16:13,1 (0+6) · (Eder, Mesotitsch, Landertinger, Sumann) · 2. Rosja +25,7 (1+5) · (Czeriezow, Ustiugow, Krugłow, Czudow) · 3. Niemcy +32,0 (0+5) · (Stephan, Peiffer, Greis, Schempp)  | 4. Francja · 5. Norwegia · 6. Szwecja · 7. Czechy · 8. Szwajcaria · 9. Włochy · 10. Stany Zjednoczone                                   | 22. Polska +7:15,4 (1+15) · (Witek, Szczurek, Sikora, Kobus) |

Klasyfikacja generalna po startach w Hochfilzen:
| Miejsce | Zawodnik             | Punkty |
| ------- | -------------------- | ------ |
| 1       | Emil Hegle Svendsen  | 206    |
| 2       | Ole Einar Bjørndalen | 168    |
| 3       | Christoph Sumann     | 165    |
| 4       | Tim Burke            | 154    |
| 4       | Martin Fourcade      | 126    |
| 6       | Lars Berger          | 123    |
| 7       | Simon Fourcade       | 122    |
| 8       | Simon Eder           | 118    |
| 9       | Jewgienij Ustiugow   | 117    |
| 10      | Maksim Czudow        | 114    |
| ...     | ...                  | ...    |
| 42      | Tomasz Sikora        | 27     |
| 71      | Mirosław Kobus       | 0      |
| 71      | Łukasz Szczurek      | 0      |
| 71      | Łukasz Witek         | 0      |

| Miejsce | Zawodniczka                  | Punkty |
| ------- | ---------------------------- | ------ |
| 1       | Helena Jonsson               | 217    |
| 2       | Anna Carin Olofsson-Zidek    | 180    |
| 3       | Swietłana Slepcowa           | 152    |
| 4       | Olga Miedwiedcewa            | 148    |
| 5       | Tora Berger                  | 146    |
| 6       | Martina Beck                 | 132    |
| 7       | Olga Zajcewa                 | 125    |
| 8       | Kati Wilhelm                 | 121    |
| 9       | Kaisa Mäkäräinen             | 119    |
| 10      | Marie-Laure Brunet           | 106    |
| ...     | ...                          | ...    |
| 35      | Agnieszka Cyl                | 39     |
| 36      | Krystyna Pałka               | 37     |
| 50      | Magdalena Gwizdoń            | 11     |
| 63      | Paulina Bobak                | 2      |
| 65      | Weronika Nowakowska-Ziemniak | 0      |

### Puchar Świata w Pokljuce
| Data       | Konkurencja                    | M/K | Zwycięzcy                                                                                            | Top 10 | Polacy |
| ---------- | ------------------------------ | --- | --- | --- | --- |
| 17 grudnia | Bieg indywidualny Raport IBU   | K   | 1. Helena Jonsson 43:03,1 (0) 2. Anna Carin Olofsson-Zidek +22,6 (1) 3. Anastasija Kuźmina +27,3 (1) | 4. Jana Romanowa 5. Andrea Henkel 6. Anna Bogalij-Titowiec 7. Olga Miedwiedcewa 8. Wałentyna Semerenko 9. Teja Gregorin 10. Marie Dorin | 31. Agnieszka Cyl +4:17,7 (3) 42. Magdalena Gwizdoń +4:41,5 (3) 52. Paulina Bobak +5:38,7 (2) 54. Krystyna Pałka +5:56,7 (3) 61. Weronika Nowakowska-Ziemniak +6:17,5 (5) |
| 17 grudnia | Bieg indywidualny Raport IBU   | M   | 1. Christoph Sumann 52:19,8 (1) 2. Simon Fourcade +14,2 (1) 3. Alexander Os +30,7 (1)                | 4. Michal Šlesingr 5. Vincent Jay 6. Tomasz Sikora 7. Frode Andresen 8. Daniel Mesotitsch 9. Serhij Sedniew 10. Pavol Hurajt            | 6. Tomasz Sikora +1:18,4 (2) 85. Mirosław Kobus +7:13,1(4) 105. Łukasz Szczurek +10:10,3 (7) 111. Łukasz Witek +10:49,8 (7)                                               |
| 19 grudnia | Sprint Raport IBU              | K   | 1. Swietłana Slepcowa 24:57,0 (0) 2. Anna Bogalij-Titowiec +43,4 (1) 3. Magdalena Neuner +1:02,6 (2) | 4. Darja Domraczewa 5. Kati Wilhelm 6. Sandrine Bailly 7. Simone Hauswald 8. Nadzieja Skardzina 9. Kaisa Mäkäräinen 10. Zina Kocher     | 18. Magdalena Gwizdoń +2:16,9 (2) 27. Agnieszka Cyl +2:46,5 (3) 33. Paulina Bobak +3:00,8 (1) 52. Weronika Nowakowska-Ziemniak +3:39,4 (4) 73. Krystyna Pałka +4:31,0 (3) |
| 19 grudnia | Sprint Raport IBU              | M   | 1. Iwan Czeriezow 28:10,0 (0) 2. Dominik Landertinger +11,1 (1) 3. Thomas Frei +42,4 (1)             | 4. Tarjei Bø 5. Anton Szypulin 6. Simon Fourcade 7. Jewgienij Ustiugow 8. Tim Burke 9. Arnd Peiffer 10. Simon Eder 10. Hidenori Isa     | 43. Tomasz Sikora +1:59,8 (3) 75. Łukasz Szczurek +2:54,8 (1) 91. Łukasz Witek +3:43,0 (3) 92. Mirosław Kobus +3:44,5 (3)                                                 |
| 20 grudnia | Bieg na dochodzenie Raport IBU | K   | 1. Swietłana Slepcowa 34:03,2 (2) 2. Magdalena Neuner +36,3 (3) 3. Anna Bogalij-Titowiec +43,2 (2)   | 4. Zina Kocher 5. Teja Gregorin 6. Darja Domraczewa 7. Helena Jonsson 8. Anna Carin Olofsson-Zidek 9. Kati Wilhelm 10. Andrea Henkel    | 14. Agnieszka Cyl +2:54,0 (1) 23. Magdalena Gwizdoń +4:13,2 (3) 45. Paulina Bobak +6:14,7 (2) DNF Weronika Nowakowska-Ziemniak                                            |
| 20 grudnia | Bieg na dochodzenie Raport IBU | M   | 1. Jewgienij Ustiugow 34:50,9 (2) 2. Roland Lessing +9,3 (0) 3. Simon Eder +10,9 (2)                 | 4. Dominik Landertinger 5. Arnd Peiffer 6. Tim Burke 7. Klemen Bauer 8. Iwan Czeriezow 9. Simon Fourcade 10. Simon Schempp              | 16. Tomasz Sikora +1:22,8 (1) |

Klasyfikacja generalna po startach w Pokljuce:
| Miejsce | Zawodnik             | Punkty |
| ------- | -------------------- | ------ |
| 1       | Tim Burke            | 253    |
| 2       | Simon Fourcade       | 246    |
| 3       | Christoph Sumann     | 225    |
| 4       | Jewgienij Ustiugow   | 223    |
| 5       | Emil Hegle Svendsen  | 206    |
| 6       | Simon Eder           | 197    |
| 7       | Dominik Landertinger | 183    |
| 8       | Björn Ferry          | 171    |
| 9       | Ole Einar Bjørndalen | 168    |
| 10      | Arnd Peiffer         | 167    |
| ...     | ...                  | ...    |
| 29      | Tomasz Sikora        | 90     |
| 84      | Mirosław Kobus       | 0      |
| 84      | Łukasz Szczurek      | 0      |
| 84      | Łukasz Witek         | 0      |

| Miejsce | Zawodniczka                  | Punkty |
| ------- | ---------------------------- | ------ |
| 1       | Helena Jonsson               | 342    |
| 2       | Anna Carin Olofsson-Zidek    | 298    |
| 3       | Swietłana Slepcowa           | 272    |
| 4       | Olga Miedwiedcewa            | 231    |
| 5       | Kati Wilhelm                 | 208    |
| 6       | Darja Domraczewa             | 188    |
| 7       | Kaisa Mäkäräinen             | 180    |
| 8       | Simone Hauswald              | 168    |
| 9       | Andrea Henkel                | 168    |
| 10      | Teja Gregorin                | 160    |
| ...     | ...                          | ...    |
| 29      | Agnieszka Cyl                | 90     |
| 40      | Magdalena Gwizdoń            | 52     |
| 43      | Krystyna Pałka               | 37     |
| 75      | Paulina Bobak                | 10     |
| 83      | Weronika Nowakowska-Ziemniak | 0      |

### Puchar Świata w Oberhofie
| Data        | Konkurencja            | M/K | Zwycięzcy | Top 10 | Polacy |
| ----------- | ---------------------- | --- | --- | --- | --- |
| 6 stycznia  | Sztafeta Raport IBU    | K   | 1. Rosja 1:14:23,6 (0+8) · (Bogalij-Titowiec, Bułygina, Miedwiedcewa, Slepcowa) · 2. Niemcy +0,3 (0+11) · (Beck, Hauswald, Bachmann, Henkel) · 3. Francja +0,9 (0+8) · (Brunet, Becaert, Dorin, Bailly) | 4. Ukraina · 5. Szwecja · 6. Białoruś · 7. Chiny · 8. Słowenia · 9. Polska · 10. Norwegia                                              | 9. Polska +04:06,0 (1+12) · (Gwizdoń, Bobak, Nowakowska, Cyl)                                                                  |
| 7 stycznia  | Sztafeta Raport IBU    | M   | 1. Norwegia 1:14:23,6 (0+7) · (Hanevold, Bø, Svendsen, Bjørndalen) · 2. Francja +27,5 (0+7) · (Jay, Defrasne, S. Fourcade, M. Fourcade) · 3. Niemcy +42,2 (0+9) · (Stephan, Greis, Peiffer, Schempp)    | 4. Austria · 5. Rosja · 6. Szwajcaria · 7. Łotwa · 8. Ukraina · 9. Japonia · 10. Szwecja                                               | 16. Polska 10:03,2 (1+12) · (Kwak, Szczurek, Witek, Kobus)                                                                     |
| 8 stycznia  | Sprint Raport IBU      | K   | 1. Simone Hauswald 22:15,1 (1) 2. Helena Jonsson +8,7 (1) 3. Ann Kristin Aafedt Flatland+17,5 (1) | 4. Kati Wilhelm 5. Swietłana Slepcowa 6. Wałentyna Semerenko 7. Marie Dorin 8. Wang Chunli 9. Wolha Kudraszowa 10. Diana Rasimovičiūtė | 49. Magdalena Gwizdoń +2:59,4 (5) 54. Agnieszka Cyl +3:23,2 (4) 76. Paulina Bobak +4:41,8 (5) DNS Weronika Nowakowska-Ziemniak |
| 9 stycznia  | Sprint Raport IBU      | M   | 1. Jewgienij Ustiugow 28:45,0 (3) 2. Michael Greis +2,8 (2) 3. Carl Johan Bergman +8,2(0) | 4. Halvard Hanevold 5. Emil Hegle Svendsen 6. Anton Szypulin 7. Martten Kaldvee 8. Iwan Czeriezow 9. Nikołaj Krugłow 10. Alexander Os  | 30. Tomasz Sikora +1:44,8 (5) 69. Mirosław Kobus +3:34,8 (5) 90. Łukasz Szczurek +4:29,2 (4) 97 Adam Kwak +5:14,5 (6)          |
| 10 stycznia | Bieg masowy Raport IBU | K   | 1. Andrea Henkel 40:53,6 (2) 2. Helena Jonsson +23,4 (2) 3. Tora Berger +40,3 (2) | 4. Martina Beck 5. Wita Semerenko 6. Olga Zajcewa 7. Simone Hauswald 8. Anna Bogalij-Titowiec 9. Darja Domraczewa 10. Kati Wilhelm     | 21. Agnieszka Cyl +3:12,3 (5)                                                                                                  |
| 10 stycznia | Bieg masowy Raport IBU | M   | 1. Ole Einar Bjørndalen 38:57,3 (1) 2. Tim Burke +1:02,9 (2) 3. Tomasz Sikora +1:40,6 (3) | 4. Jewgienij Ustiugow 5. Arnd Peiffer 6. Alexander Os 7. Simon Fourcade 8. Nikołaj Krugłow 9. Lars Berger 10. Halvard Hanevold         | 3. Tomasz Sikora +1:40,6 (3)                                                                                                   |

Klasyfikacja generalna po startach w Oberhofie:
| Miejsce | Zawodnik             | Punkty |
| ------- | -------------------- | ------ |
| 1       | Tim Burke            | 329    |
| 2       | Jewgienij Ustiugow   | 326    |
| 3       | Simon Fourcade       | 301    |
| 4       | Christoph Sumann     | 273    |
| 5       | Emil Hegle Svendsen  | 264    |
| 8       | Ole Einar Bjørndalen | 255    |
| 7       | Michael Greis        | 238    |
| 8       | Alexander Os         | 226    |
| 9       | Simon Eder           | 222    |
| 10      | Iwan Czeriezow       | 213    |
| ...     | ...                  | ...    |
| 18      | Tomasz Sikora        | 149    |
| 91      | Mirosław Kobus       | 0      |
| 91      | Łukasz Szczurek      | 0      |
| 91      | Łukasz Witek         | 0      |

| Miejsce | Zawodnik                     | Punkty |
| ------- | ---------------------------- | ------ |
| 1       | Helena Jonsson               | 450    |
| 2       | Anna Carin Olofsson-Zidek    | 352    |
| 3       | Swietłana Slepcowa           | 337    |
| 4       | Kati Wilhelm                 | 282    |
| 5       | Olga Miedwiedcewa            | 268    |
| 6       | Simone Hauswald              | 264    |
| 7       | Darja Domraczewa             | 234    |
| 8       | Andrea Henkel                | 231    |
| 9       | Kaisa Mäkäräinen             | 222    |
| 10      | Tora Berger                  | 213    |
| ...     | ...                          | ...    |
| 30      | Agnieszka Cyl                | 110    |
| 41      | Magdalena Gwizdoń            | 52     |
| 51      | Krystyna Pałka               | 37     |
| 76      | Paulina Bobak                | 10     |
| 86      | Weronika Nowakowska-Ziemniak | 0      |

### Puchar Świata w Ruhpolding
| Data        | Konkurencja            | M/K | Zwycięzcy | Top 10 | Polacy |
| ----------- | ---------------------- | --- | --- | --- | --- |
| 13 stycznia | Sprint Raport IBU      | K   | 1. Anna Carin Olofsson-Zidek 23:49,6 (0) 2. Olga Miedwiedcewa +29,8 (0) 3. Magdalena Neuner +40,6 (2) | 4. Darja Domraczewa 5. Anna Bułygina 6. Andrea Henkel 7. Sandrine Bailly 8. Tora Berger 9. Ann Kristin Aafedt Flatland 10. Jana Romanowa      | 58. Krystyna Pałka +3:00,6 (2) 84. Paulina Bobak +3:52,9 (3)                                                              |
| 14 stycznia | Sprint Raport IBU      | M   | 1. Emil Hegle Svendsen 23:27,5 (0) 2. Ole Einar Bjørndalen +3,2 (0) 3. Michael Greis +33,5 (0) | 4. Dominik Landertinger 5. Simon Fourcade 6. Martin Fourcade 7. Iwan Czeriezow 8. Maksim Czudow 9. Jewgienij Ustiugow 10. Christoph Sumann    | 100. Mirosław Kobus +3:43,9 (2) 108. Łukasz Szczurek +4:16,0 (3) 111. Adam Kwak +4:29,0 (2) 116. Łukasz Witek +4:58,4 (3) |
| 15 stycznia | Sztafeta Raport IBU    | K   | 1. Szwecja 1:17:31,4 (0+6) · (Högberg, Olofsson-Zidek, Nilsson, Jonsson) · 2. Rosja +16,7 (0+8) · (Romanowa, Bułygina, Miedwiedcewa, Zajcewa) · 3. Norwegia +29,1 (0+6) · (Eikeland, Flatland, Rogstad, Berger) | 4. Niemcy · 5. Chiny · 6. Czechy · 7. Włochy · 8. Francja · 9. Białoruś · 10. Kazachstan                                                      | Polki nie startowały |
| 16 stycznia | Bieg masowy Raport IBU | M   | 1. Emil Hegle Svendsen 39:19,5 (0) 2. Jewgienij Ustiugow +5,1 (1) 3. Simon Eder +9,9 (1) | 4. Arnd Peiffer 5. Martin Fourcade 6. Ole Einar Bjørndalen 7. Christoph Sumann 8. Dominik Landertinger 9. Alexander Os 10. Andreas Birnbacher | Polacy nie startowali |
| 16 stycznia | Bieg masowy Raport IBU | K   | 1. Helena Jonsson 40:58,7(0) 2. Simone Hauswald +0:23,1(2) 3. Magdalena Neuner+0:35,0(5) | 4. Martina Beck 5. Kati Wilhelm 6. Teja Gregorin 7. Darja Domraczewa 8. Andrea Henkel 9. Marie-Laure Brunet 10. Olga Miedwiedcewa             | Polki nie startowały |
| 17 stycznia | Sztafeta Raport IBU    | M   | 1. Rosja 1:22:29,7 (0+2) · (Czeriezow, Szypulin, Czudow, Ustiugow) · 2. Norwegia +28,6 (0+6) · (Hanevold, Bø, Bjørndalen, Svendsen) · 3. Austria +1:34,9 (1+9) · (Mesotitsch, Pinter, Eberhard, Landertinger)   | 4. Niemcy · 5. Szwajcaria · 6. Stany Zjednoczone · 7. Szwecja · 8. Francja · 9. Białoruś · 10. Czechy                                         | Polacy nie startowali |

Klasyfikacja generalna po startach w Ruhpolding:
| Miejsce | Zawodnik             | Punkty |
| ------- | -------------------- | ------ |
| 1       | Jewgienij Ustiugow   | 412    |
| 2       | Emil Hegle Svendsen  | 384    |
| 3       | Simon Fourcade       | 368    |
| 4       | Tim Burke            | 361    |
| 5       | Ole Einar Bjørndalen | 347    |
| 6       | Christoph Sumann     | 340    |
| 7       | Michael Greis        | 307    |
| 8       | Dominik Landertinger | 285    |
| 9       | Simon Eder           | 274    |
| 10      | Alexander Os         | 274    |
| ...     | ...                  | ...    |
| 27      | Tomasz Sikora        | 149    |
| 93      | Mirosław Kobus       | 0      |
| 93      | Łukasz Szczurek      | 0      |
| 93      | Łukasz Witek         | 0      |

| Miejsce | Zawodniczka                  | Punkty |
| ------- | ---------------------------- | ------ |
| 1       | Helena Jonsson               | 536    |
| 2       | Anna Carin Olofsson-Zidek    | 435    |
| 3       | Swietłana Slepcowa           | 357    |
| 4       | Olga Miedwiedcewa            | 353    |
| 5       | Kati Wilhelm                 | 350    |
| 6       | Simone Hauswald              | 341    |
| 7       | Darja Domraczewa             | 313    |
| 8       | Andrea Henkel                | 303    |
| 9       | Kaisa Mäkäräinen             | 282    |
| 10      | Tora Berger                  | 275    |
| ...     | ...                          | ...    |
| 34      | Agnieszka Cyl                | 110    |
| 43      | Magdalena Gwizdoń            | 52     |
| 54      | Krystyna Pałka               | 37     |
| 78      | Paulina Bobak                | 10     |
| 88      | Weronika Nowakowska-Ziemniak | 0      |

### Puchar Świata w Anterselvie
| Data        | Konkurencja                    | M/K | Zwycięzcy                                                                                           | Top 10 | Polacy |
| ----------- | ------------------------------ | --- | --------------------------------------------------------------------------------------------------- | --- | --- |
| 20 stycznia | Bieg indywidualny Raport IBU   | K   | 1. Magdalena Neuner 43:14,4 (3) 2. Kati Wilhelm +5,5 (1) 3. Andrea Henkel +27,4 (2)                 | 4. Olga Zajcewa 5. Selina Gasparin 6. Michela Ponza 7. Martina Beck 8. Sylvie Becaert 9. Simone Hauswald 10. Oksana Chwostenko                | 16. Agnieszka Cyl +2:19,9 (2) 27. Weronika Nowakowska-Ziemniak +3:56,7 (4) 35. Magdalena Gwizdoń +4:53,8 (4) 40. Krystyna Pałka +5:17,6 (4) 44. Paulina Bobak +6:03,4 (4) |
| 21 stycznia | Bieg indywidualny Raport IBU   | M   | 1. Serhij Sedniew 54:06,7 (0) 2. Daniel Mesotitsch +44,9 (2) 3. Alexis Bœuf +54,3 (1)               | 4. Jaroslav Soukup 5. Pavol Hurajt 6. Christoph Stephan 7. Maksim Czudow 8. Martin Fourcade 9. Michal Šlesingr 10. Roman Dostál               | 14. Tomasz Sikora +2:54,5 (3) 28. Łukasz Szczurek +4:04,7 (1) 92. Adam Kwak +11:12,7 (6) 94. Mirosław Kobus +12:24,1 (8)                                                  |
| 22 stycznia | Sprint Raport IBU              | K   | 1. Magdalena Neuner 20:19,7 (1) 2. Andrea Henkel +13,2 (0) 3. Sandrine Bailly +28,6 (0)             | 4. Ann Kristin Aafedt Flatland 5. Tina Bachmann 6. Wałentyna Semerenko 7. Simone Hauswald 8. Olga Zajcewa 9. Sylvie Becaert 10. Teja Gregorin | 12. Agnieszka Cyl +1:06,0 (0) 32. Magdalena Gwizdoń +2:11,7 (2) 37. Weronika Nowakowska-Ziemniak +2:19,2 (3) 50. Paulina Bobak +2:45,9 (2) 54. Krystyna Pałka +2:51,1 (3) |
| 23 stycznia | Sprint Raport IBU              | M   | 1. Arnd Peiffer 24:27,4 (0) 2. Dominik Landertinger +6,0 (1) 3. Christoph Stephan +15,1 (0)         | 4. Anton Szypulin 5. Daniel Mesotitsch 6. Martin Fourcade 7. Vincent Defrasne 8. Frode Andresen 9. Simon Eder 10. Andreas Birnbacher          | 11. Tomasz Sikora +44,1 (0) 75. Łukasz Szczurek +2:38,0 (2) 92. Mirosław Kobus +3:50,0 (3) 94. Łukasz Witek +3:53,2 (4)                                                   |
| 24 stycznia | Bieg na dochodzenie Raport IBU | K   | 1. Andrea Henkel 30:59,8 (1) 2. Magdalena Neuner +23,3 (4) 3. Ann Kristin Aafedt Flatland +44,9 (1) | 4. Simone Hauswald 5. Olga Zajcewa 6. Sylvie Becaert 7. Sandrine Bailly 8. Wita Semerenko 9. Teja Gregorin 10. Tina Bachmann                  | 16. Agnieszka Cyl +3:00,0 (4) 30. Magdalena Gwizdoń +4:01,7 (3) 32. Weronika Nowakowska-Ziemniak +4:15,5 (4) 40. Paulina Bobak +5,16,6 (2) 44. Krystyna Pałka +5,37,9 (4) |
| 24 stycznia | Bieg na dochodzenie Raport IBU | M   | 1. Daniel Mesotitsch 31:50,4 (1) 2. Arnd Peiffer +1,7 (1) 3. Dominik Landertinger +19,7 (3)         | 4. Martin Fourcade 5. Christoph Stephan 6. Tomasz Sikora 7. Anton Szypulin 8. Simon Fourcade 9. Serhij Sedniew 10. Tobias Eberhard            | 6. Tomasz Sikora +37,8 (1) |

Klasyfikacja generalna po startach w Anterselvie:
| Miejsce | Zawodnik             | Punkty |
| ------- | -------------------- | ------ |
| 1       | Simon Fourcade       | 429    |
| 2       | Jewgienij Ustiugow   | 414    |
| 3       | Christoph Sumann     | 404    |
| 4       | Arnd Peiffer         | 395    |
| 5       | Tim Burke            | 393    |
| 6       | Dominik Landertinger | 387    |
| 7       | Emil Hegle Svendsen  | 384    |
| 8       | Simon Eder           | 358    |
| 9       | Ole Einar Bjørndalen | 347    |
| 10      | Martin Fourcade      | 339    |
| ...     | ...                  | ...    |
| 18      | Tomasz Sikora        | 244    |
| 91      | Łukasz Szczurek      | 13     |
| 107     | Mirosław Kobus       | 0      |
| 107     | Adam Kwak            | 0      |
| 107     | Łukasz Witek         | 0      |

| Miejsce | Zawodnik                     | Punkty |
| ------- | ---------------------------- | ------ |
| 1       | Helena Jonsson               | 536    |
| 2       | Andrea Henkel                | 465    |
| 3       | Simone Hauswald              | 452    |
| 4       | Kati Wilhelm                 | 445    |
| 5       | Anna Carin Olofsson-Zidek    | 435    |
| 6       | Magdalena Neuner             | 420    |
| 7       | Swietłana Slepcowa           | 374    |
| 8       | Olga Miedwiedcewa            | 367    |
| 9       | Teja Gregorin                | 354    |
| 10      | Olga Zajcewa                 | 330    |
| ...     | ...                          | ...    |
| 29      | Agnieszka Cyl                | 189    |
| 41      | Magdalena Gwizdoń            | 78     |
| 59      | Krystyna Pałka               | 38     |
| 68      | Weronika Nowakowska-Ziemniak | 27     |
| 83      | Paulina Bobak                | 11     |

### Zimowe igrzyska olimpijskie w Vancouver
| Data      | Konkurencja                    | M/K | Zwycięzcy | Top 10 | Polacy |
| --------- | ------------------------------ | --- | --- | --- | --- |
| 13 lutego | Sprint Raport IBU              | K   | Anastasija Kuźmina 19:55,6 (1) Magdalena Neuner +1,5 (1) Marie Dorin +10,9 (0) | 4. Anna Bułygina 5. Jelena Chrustalowa 6. Marie-Laure Brunet 7. Olga Zajcewa 8. Darja Domraczewa 9. Teja Gregorin 10. Ann Kristin Aafedt Flatland | 21. Krystyna Pałka +58,7 (0) 35. Magdalena Gwizdoń +1:53,3 (2) 36. Weronika Nowakowska-Ziemniak +1:53,8 (3) 42. Agnieszka Cyl +1:59,6 (2)   |
| 14 lutego | Sprint Raport IBU              | M   | Vincent Jay 24:07,8 (0) Emil Hegle Svendsen +12,2 (1) Jakov Fak +14,0 (0) | 4. Klemen Bauer 5. Andrij Deryzemla 6. Jean-Philippe Leguellec 7. Pavol Hurajt 8. Björn Ferry 9. Jeremy Teela 10. Iwan Czeriezow                  | 29. Tomasz Sikora +2:08,4 (2) 85. Łukasz Szczurek +4:54,2 (2)                                                                               |
| 16 lutego | Bieg na dochodzenie Raport IBU | K   | Magdalena Neuner 30:16,0 (2) Anastasija Kuźmina +12,3 (2) Marie-Laure Brunet +28,3 (0) | 4. Anna Carin Olofsson-Zidek 5. Tora Berger 6. Anna Bułygina 7. Olga Zajcewa 8. Ann Kristin Aafedt Flatland 9. Teja Gregorin 10. Andrea Henkel    | 24. Krystyna Pałka +2:51,6 (2) 25. Agnieszka Cyl +2:52,4 (1) 28. Weronika Nowakowska-Ziemniak +3:08,2 (2) 31. Magdalena Gwizdoń +3:29,8 (2) |
| 16 lutego | Bieg na dochodzenie Raport IBU | M   | Björn Ferry 33:38,4 (1) Christoph Sumann +16,5 (2) Vincent Jay +28,2 (2) | 4. Simon Eder 5. Michael Greis 6. Iwan Czeriezow 7. Ole Einar Bjørndalen 8. Emil Hegle Svendsen 9. Klemen Bauer 10. Serhij Sedniew                | 18. Tomasz Sikora +1:35,9 (3) |
| 18 lutego | Bieg indywidualny Raport IBU   | K   | Tora Berger 40:52,8 (1) Jelena Chrustalowa +20,7 (0) Darja Domraczewa +28,2 (1) | 4. Kati Wilhelm 5. Weronika Nowakowska-Ziemniak 6. Andrea Henkel 7. Agnieszka Cyl 8. Oksana Chwostenko 9. Ludmiła Kalinczyk 10. Magdalena Neuner  | 5. Weronika Nowakowska-Ziemniak +1:04,7 (1) 7. Agnieszka Cyl +1:39,7 (1) 15. Krystyna Pałka +2:16,8 (1) 59. Magdalena Gwizdoń +5:53,9 (4)   |
| 18 lutego | Bieg indywidualny Raport IBU   | M   | Emil Hegle Svendsen 48:22,5 (1) Ole Einar Bjørndalen +9,5 (2) Siarhiej Nowikau +9,5 (0) | 4. Jewgienij Ustiugow 5. Pavol Hurajt 6. Simon Eder 7. Tomasz Sikora 8. Christoph Sumann 9. Daniel Mesotitsch 10. Michael Greis                   | 7. Tomasz Sikora +1:21,3 (2) 59. Łukasz Szczurek +6:14,2 (3)                                                                                |
| 21 lutego | Bieg masowy Raport IBU         | M   | Jewgienij Ustiugow 35:35,7 (0) Martin Fourcade +10,5 (3) Pavol Hurajt +16,6 (0) | 4. Christoph Sumann 5. Daniel Mesotitsch 6. Iwan Czeriezow 7. Dominik Landertinger 8. Vincent Jay 9. Jakov Fak 10. Michael Greis                  | 11. Tomasz Sikora +37,4 (3) |
| 21 lutego | Bieg masowy Raport IBU         | K   | Magdalena Neuner 35:19,6 (2) Olga Zajcewa +5,5 (1) Simone Hauswald +7,3 (2) | 4. Olga Miedwiedcewa 5. Teja Gregorin 6. Darja Domraczewa 7. Sandrine Bailly 8. Anastasija Kuźmina 9. Andrea Henkel 10. Helena Jonsson            | 20. Krystyna Pałka +2:03,0 (1) 21. Weronika Nowakowska-Ziemniak +2:14,4 (4) 23. Agnieszka Cyl +2:35,1 (5)                                   |
| 23 lutego | Sztafeta Raport IBU            | K   | Rosja 1:09:36,3 (0+5) · (Slepcowa, Bogalij-Titowiec, Miedwiedcewa, Zajcewa) · Francja +32,8 (2+8) · (Brunet, Becaert, Dorin, Bailly) · Niemcy +37,1 (0+5) · (Wilhelm, Hauswald, Beck, Henkel)  | 4. Norwegia · 5. Szwecja · 6. Ukraina · 7. Białoruś · 8. Słowenia · 9. Chiny · 10. Rumunia                                                        | 12. Polska +3:18,0 (1+12) · (Pałka, Gwizdoń, Nowakowska, Cyl)                                                                               |
| 26 lutego | Sztafeta Raport IBU            | M   | Norwegia 1:21:38,1 (0+7) · (Hanevold, Bø, Svendsen, Bjørndalen) · Austria +38,6 (1+8) · (Eder, Mesotitsch, Landertinger, Sumann) · Rosja +38,8 (0+4) · (Czeriezow, Szypulin, Czudow, Ustiugow) | 4. Szwecja · 5. Niemcy · 6. Francja · 7. Czechy · 8. Ukraina · 9. Szwajcaria · 10. Kanada                                                         | Polacy nie startowali |

Klasyfikacja generalna po startach w Vancouver:
| Miejsce | Zawodnik             | Punkty |
| ------- | -------------------- | ------ |
| 1       | Jewgienij Ustiugow   | 569    |
| 2       | Christoph Sumann     | 564    |
| 3       | Emil Hegle Svendsen  | 560    |
| 4       | Simon Eder           | 485    |
| 5       | Ole Einar Bjørndalen | 475    |
| 6       | Dominik Landertinger | 475    |
| 7       | Iwan Czeriezow       | 459    |
| 8       | Simon Fourcade       | 457    |
| 9       | Martin Fourcade      | 433    |
| 10      | Michael Greis        | 429    |
| ...     | ...                  | ...    |
| 16      | Tomasz Sikora        | 345    |
| 95      | Łukasz Szczurek      | 13     |

| Miejsce | Zawodnik                     | Punkty |
| ------- | ---------------------------- | ------ |
| 1       | Magdalena Neuner             | 625    |
| 2       | Helena Jonsson               | 623    |
| 3       | Andrea Henkel                | 580    |
| 4       | Anna Carin Olofsson-Zidek    | 551    |
| 5       | Kati Wilhelm                 | 544    |
| 6       | Simone Hauswald              | 540    |
| 7       | Olga Zajcewa                 | 471    |
| 8       | Olga Miedwiedcewa            | 470    |
| 9       | Teja Gregorin                | 463    |
| 10      | Darja Domraczewa             | 459    |
| ...     | ...                          | ...    |
| 26      | Agnieszka Cyl                | 259    |
| 41      | Krystyna Pałka               | 122    |
| 44      | Weronika Nowakowska-Ziemniak | 105    |
| 48      | Magdalena Gwizdoń            | 94     |
| 84      | Paulina Bobak                | 11     |

### Puchar Świata w Kontiolahti
| Data     | Konkurencja                    | M/K | Zwycięzcy | Top 10 | Polacy |
| -------- | ------------------------------ | --- | --- | --- | --- |
| 12 marca | Sztafeta mieszana Raport IBU   | K/M | 1. Norwegia 1:14:55,0 (1+8) · (Flatland, Berger, Hanevold, Bø) · 2. Niemcy +5,4 (0+8) · (Wilhelm, Neuner, Lesser, Schempp) · 3. Włochy +35,6 (0+9) · (Haller, Oberhofer, Hofer, De Lorenzi) | 4. Białoruś · 5. Rosja · 6. Ukraina · 7. Francja · 8. Finlandia · 9. Słowacja · 10. Kanada                                                  | DNF Polska · (Cyl, Nowakowska, Sikora, Ł. Witek)                                                            |
| 13 marca | Sprint Raport IBU              | K   | 1. Darja Domraczewa 21:17,5 (0) 2. Olga Zajcewa +8,4 (0) 3. Kati Wilhelm +13,5 (0) | 4. Wałentyna Semerenko 5. Magdalena Neuner 6. Andrea Henkel 7. Marie-Laure Brunet 8. Oksana Chwostenko 9. Helena Jonsson 10. Sylvie Becaert | 22. Weronika Nowakowska-Ziemniak +1:28,1 (1) 40. Agnieszka Cyl +2:03,8 (2) 46. Magdalena Nykiel +2:23,6 (1) |
| 13 marca | Sprint Raport IBU              | M   | 1. Iwan Czeriezow 24:42,4 (0) 2. Emil Hegle Svendsen +6,8 (0) 3. Martin Fourcade +30,1 (2)                                                                                                  | 4. Arnd Peiffer 5. Christoph Sumann 6. Alexis Bœuf 7. Vincent Jay 8. Christian De Lorenzi 9. Aleksiij Wołkow 10. Ronny Hafsås               | 19. Tomasz Sikora +1:01,0 (1) 77. Sebastian Witek +2:33,7 (1) 94. Łukasz Witek +3:17,4 (3)                  |
| 14 marca | Bieg na dochodzenie Raport IBU | K   | 1. Darja Domraczewa 31:32,6 (1) 2. Magdalena Neuner +12,1 (3) 3. Simone Hauswald +18,1 (1)                                                                                                  | 4. Wałentyna Semerenko 5. Olga Zajcewa 6. Kati Wilhelm 7. Oksana Chwostenko 8. Andrea Henkel 9. Helena Jonsson 10. Anna Bułygina            | 21. Weronika Nowakowska-Ziemniak +2:38,0 (2) 35. Agnieszka Cyl +4:14,4 (4) 52. Magdalena Nykiel +6:23,7 (5) |
| 14 marca | Bieg na dochodzenie Raport IBU | M   | 1. Martin Fourcade 32:35,1 (1) 2. Christian De Lorenzi +10,1 (1) 3. Vincent Jay +15,6 (0)                                                                                                   | 4. Carl Johan Bergman 5. Iwan Czeriezow 6. Michal Šlesingr 7. Emil Hegle Svendsen 8. Pavol Hurajt 9. Arnd Peiffer 10. Magnus Jonsson        | 11. Tomasz Sikora +57,3 (1)                                                                                 |

Klasyfikacja generalna po startach w Kontiolahti:
| Miejsce | Zawodnik             | Punkty |
| ------- | -------------------- | ------ |
| 1       | Emil Hegle Svendsen  | 650    |
| 2       | Christoph Sumann     | 629    |
| 3       | Jewgienij Ustiugow   | 603    |
| 4       | Iwan Czeriezow       | 559    |
| 5       | Simon Eder           | 542    |
| 6       | Martin Fourcade      | 541    |
| 7       | Dominik Landertinger | 521    |
| 8       | Arnd Peiffer         | 502    |
| 9       | Simon Fourcade       | 490    |
| 10      | Ole Einar Bjørndalen | 475    |
| ...     | ...                  | ...    |
| 14      | Tomasz Sikora        | 397    |
| 97      | Łukasz Szczurek      | 13     |
| 113     | Mirosław Kobus       | 0      |
| 113     | Łukasz Witek         | 0      |
| 113     | Sebastian Witek      | 0      |

| Miejsce | Zawodnik                     | Punkty |
| ------- | ---------------------------- | ------ |
| 1       | Magdalena Neuner             | 719    |
| 2       | Helena Jonsson               | 687    |
| 3       | Andrea Henkel                | 652    |
| 4       | Kati Wilhelm                 | 630    |
| 5       | Simone Hauswald              | 617    |
| 6       | Anna C. Olofsson-Zidek       | 601    |
| 7       | Darja Domraczewa             | 579    |
| 8       | Olga Zajcewa                 | 565    |
| 9       | Marie-Laure Brunet           | 505    |
| 10      | Teja Gregorin                | 485    |
| ...     | ...                          | ...    |
| 28      | Agnieszka Cyl                | 266    |
| 40      | Weronika Nowakowska-Ziemniak | 144    |
| 42      | Krystyna Pałka               | 122    |
| 49      | Magdalena Gwizdoń            | 94     |
| 86      | Paulina Bobak                | 11     |
| 98      | Magdalena Nykiel             | 0      |

### Puchar Świata w Oslo/Holmenkollen
| Data     | Konkurencja                    | M/K | Zwycięzcy                                                                                          | Top 10 | Polacy |
| -------- | ------------------------------ | --- | -------------------------------------------------------------------------------------------------- | --- | --- |
| 18 marca | Sprint Raport IBU              | K   | 1. Simone Hauswald 20:42,4 (0) 2. Darja Domraczewa +4,9 (0) 3. Anna Carin Olofsson-Zidek +14,4 (0) | 4. Jana Romanowa 5. Ludmiła Kalinczyk 6. Magdalena Neuner 7. Swietłana Slepcowa 8. Anna Bogalij-Titowiec 9. Selina Gasparin 10. Kati Wilhelm   | 27. Weronika Nowakowska-Ziemniak +1:38,4 (1) 39. Agnieszka Cyl +2:13,6 (2) 77. Magdalena Nykiel +3:50,9 (3) |
| 18 marca | Sprint Raport IBU              | M   | 1. Martin Fourcade 26:08,1 (0) 2. Maksim Czudow +7,1 (0) 3. Christoph Sumann +9,4 (0)              | 4. Aleksiej Wołkow 5. Janez Marič 6. Björn Ferry 7. Daniel Mesotitsch 8. Jewgienij Ustiugow 9. Simon Schempp 10. Simon Fourcade                | 42. Tomasz Sikora +1:50,4 (2) 99. Łukasz Witek +3:52,4 (2) 103. Sebastian Witek +4:48,2 (3)                 |
| 20 marca | Bieg na dochodzenie Raport IBU | K   | 1. Simone Hauswald 32:05,5 (3) 2. Darja Domraczewa +5,4 (1) 3. Anna Carin Olofsson-Zidek +39,8 (2) | 4. Olga Zajcewa 5. Anna Bogalij-Titowiec 6. Marie-Laure Brunet 7. Martina Beck 8. Magdalena Neuner 9. Jana Romanowa 10. Swietłana Slepcowa     | 25. Agnieszka Cyl +3:36,5 (2) 33. Weronika Nowakowska-Ziemniak +4:00,1 (4)                                  |
| 20 marca | Bieg na dochodzenie Raport IBU | M   | 1. Martin Fourcade 33:46,9 (3) 2. Simon Schempp 69,0 (0) 3. Iwan Czeriezow +26,2 (1)               | 4. Emil Hegle Svendsen 5. Dominik Landertinger 6. Jewgienij Ustiugow 7. Aleksiej Wołkow 8. Björn Ferry 9. Simon Fourcade 10. Fredrik Lindström | DNS Tomasz Sikora                                                                                           |
| 21 marca | Bieg masowy Raport IBU         | K   | 1. Simone Hauswald 37:00,7 (2) 2. Wita Semerenko +14,7 (0) 3. Magdalena Neuner +22,2 (3)           | 4. Andrea Henkel 5. Wałentyna Semerenko 6. Jana Romanowa 7. Martina Beck 8. Darja Domraczewa 9. Anna Carin Olofsson-Zidek 10. Kati Wilhelm     | Polki nie zakwalifikowały się do zawodów.                                                                   |
| 21 marca | Bieg masowy Raport IBU         | M   | 1. Iwan Czeriezow 40:10,1 (0) 2. Christoph Sumann +26,3 (3) 3. Emil Hegle Svendsen +34,6 (2)       | 4. Andreas Birnbacher 5. Jewgienij Ustiugow 6. Simon Fourcade 7. Vincent Jay 8. Maksim Czudow 9. Halvard Hanevold 10. Andrij Deryzemla         | 17. Tomasz Sikora +2:04,8 (4)                                                                               |

Klasyfikacja generalna po startach w Oslo/Holmenkollen:
| Miejsce | Zawodnik             | Punkty |
| ------- | -------------------- | ------ |
| 1       | Emil Hegle Svendsen  | 767    |
| 2       | Christoph Sumann     | 758    |
| 3       | Jewgienij Ustiugow   | 715    |
| 4       | Iwan Czeriezow       | 690    |
| 5       | Martin Fourcade      | 681    |
| 8       | Dominik Landertinger | 612    |
| 7       | Simon Eder           | 605    |
| 8       | Simon Fourcade       | 591    |
| 9       | Arnd Peiffer         | 557    |
| 10      | Vincent Jay          | 528    |
| ...     | ...                  | ...    |
| 17      | Tomasz Sikora        | 421    |
| 99      | Łukasz Szczurek      | 13     |
| 116     | Mirosław Kobus       | 0      |
| 116     | Łukasz Witek         | 0      |

| Miejsce | Zawodnik                     | Punkty |
| ------- | ---------------------------- | ------ |
| 1       | Magdalena Neuner             | 839    |
| 2       | Simone Hauswald              | 797    |
| 3       | Helena Jonsson               | 744    |
| 4       | Andrea Henkel                | 741    |
| 5       | Anna Carin Olofsson-Zidek    | 729    |
| 6       | Darja Domraczewa             | 721    |
| 7       | Kati Wilhelm                 | 710    |
| 8       | Olga Zajcewa                 | 652    |
| 9       | Marie-Laure Brunet           | 592    |
| 10      | Teja Gregorin                | 564    |
| ...     | ...                          | ...    |
| 32      | Agnieszka Cyl                | 284    |
| 39      | Weronika Nowakowska-Ziemniak | 166    |
| 43      | Krystyna Pałka               | 122    |
| 50      | Magdalena Gwizdoń            | 94     |
| 88      | Paulina Bobak                | 11     |
| 99      | Magdalena Nykiel             | 0      |

### Puchar Świata w Chanty-Mansyjsku
| Data     | Konkurencja                  | M/K | Zwycięzcy | Top 10 | Polacy |
| -------- | ---------------------------- | --- | --- | --- | --- |
| 25 marca | Sprint Raport IBU            | K   | 1. Jana Romanowa 20:59,3 (0) 2. Marie-Laure Brunet +10,9 (0) 3. Helena Jonsson +15,5 (0) | 4. Simone Hauswald 5. Olga Miedwiedcewa 6. Marie Dorin 7. Anna Bułygina 8. Magdalena Neuner 9. Anastasija Kuźmina 10. Olga Zajcewa        | 18. Weronika Nowakowska-Ziemniak +1:00,5 (1) 37. Magdalena Nykiel +1:45,9 (0) 38. Agnieszka Cyl +1:53,9 (3) |
| 26 marca | Sprint Raport IBU            | M   | 1. Iwan Czeriezow 24:24,3 (0) 2. Christian De Lorenzi +13,8 (0) 3. Andrij Deryzemla +16,7 (1) | 4. Christoph Sumann 5. Ole Einar Bjørndalen 6. Arnd Peiffer 7. Simon Schempp 8. Emil Hegle Svendsen 9. Andreas Birnbacher 10. Björn Ferry | 62. Sebastian Witek +2:11,4 (1) DNF Łukasz Witek                                                            |
| 27 marca | Bieg masowy Raport IBU       | K   | 1. Magdalena Neuner 36:20,0 (3) 2. Sandrine Bailly +17,2 (1) 3. Anastasija Kuźmina +23,6 (1) | 4. Marie-Laure Brunet 5. Tora Berger 6. Kati Wilhelm 7. Olga Zajcewa 8. Jana Romanowa 9. Olga Miedwiedcewa 10. Wita Semerenko             | Polki nie zakwalifikowały się do zawodów.                                                                   |
| 27 marca | Bieg masowy Raport IBU       | M   | 1. Dominik Landertinger 38:19,8 (1) 2. Arnd Peiffer+3,6 (0) 3. Halvard Hanevold +11,2 (0) | 4. Simon Eder 5. Simon Fourcade 6. Martin Fourcade 7. Christian De Lorenzi 8. Andrij Deryzemla 9. Iwan Czeriezow 10. Vincent Jay          | Polacy nie startowali.                                                                                      |
| 28 marca | Sztafeta mieszana Raport IBU | K/M | Niemcy 1:18:17,4 (0+6) · (Hauswald, Neuner, Schempp, Peiffer) · Norwegia +1:24,0 (0+6) · (Flatland, Berger, Svendsen, Bjørndalen) · Szwecja +1:30,8 (0+11) · (Jonsson, Olofsson-Zidek, Ferry, Bergman) | 4. Rosja · 5. Francja · 6. Ukraina · 7. Czechy · 8. Włochy · 9. Białoruś · 10. Słowenia                                                   | 15. Polska +6:47,1 (1+10) · Cyl, Nowakowska, S. Witek, Ł. Witek                                             |

Klasyfikacja generalna po startach w Chanty-Mansyjsku:
| Miejsce | Zawodnik             | Punkty |
| ------- | -------------------- | ------ |
| 1       | Emil Hegle Svendsen  | 828    |
| 2       | Christoph Sumann     | 813    |
| 3       | Iwan Czeriezow       | 782    |
| 4       | Jewgienij Ustiugow   | 752    |
| 5       | Martin Fourcade      | 719    |
| 6       | Dominik Landertinger | 701    |
| 7       | Simon Fourcade       | 655    |
| 8       | Simon Eder           | 653    |
| 9       | Arnd Peiffer         | 646    |
| 10      | Ole Einar Bjørndalen | 593    |
| ...     | ...                  | ...    |
| 18      | Tomasz Sikora        | 421    |
| 99      | Łukasz Szczurek      | 13     |
| 117     | Mirosław Kobus       | 0      |
| 117     | Łukasz Witek         | 0      |
| 117     | Sebastian Witek      | 0      |

| Miejsce | Zawodnik                     | Punkty |
| ------- | ---------------------------- | ------ |
| 1       | Magdalena Neuner             | 933    |
| 2       | Simone Hauswald              | 854    |
| 3       | Helena Jonsson               | 813    |
| 4       | Andrea Henkel                | 781    |
| 5       | Anna Carin Olofsson-Zidek    | 775    |
| 6       | Darja Domraczewa             | 770    |
| 7       | Kati Wilhelm                 | 733    |
| 8       | Olga Zajcewa                 | 719    |
| 9       | Marie-Laure Brunet           | 682    |
| 10      | Teja Gregorin                | 588    |
| ...     | ...                          | ...    |
| 32      | Agnieszka Cyl                | 287    |
| 37      | Weronika Nowakowska-Ziemniak | 189    |
| 45      | Krystyna Pałka               | 122    |
| 51      | Magdalena Gwizdoń            | 94     |
| 90      | Paulina Bobak                | 11     |
| 98      | Magdalena Nykiel             | 4      |

## Wyniki zbiorcze

### Mężczyźni
| 1. Östersund, 02,12,2009 – 06,12,2009 | 1. Östersund, 02,12,2009 – 06,12,2009 | 1. Östersund, 02,12,2009 – 06,12,2009                                     | 1. Östersund, 02,12,2009 – 06,12,2009                                            | 1. Östersund, 02,12,2009 – 06,12,2009                                            |
| Data                                  | Konkurencja                           | miejsce                                                                   | miejsce                                                                          | miejsce                                                                          |
| ------------------------------------- | ------------------------------------- | ------------------------------------------------------------------------- | -------------------------------------------------------------------------------- | -------------------------------------------------------------------------------- |
| 2 grudnia 2009                        | Bieg Indywidualny (20 km)             | Emil Hegle Svendsen                                                       | Tim Burke                                                                        | Christoph Sumann                                                                 |
| 4 grudnia 2009                        | Sprint (10 km)                        | Ole Einar Bjørndalen                                                      | Emil Hegle Svendsen                                                              | Tim Burke                                                                        |
| 6 grudnia 2009                        | Sztafeta (4 * 7,5 km)                 | Francja Vincent Jay · Vincent Defrasne · Simon Fourcade · Martin Fourcade | Norwegia Emil Hegle Svendsen · Alexander Os · Lars Berger · Ole Einar Bjørndalen | Austria Daniel Mesotitsch · Simon Eder · Dominik Landertinger · Christoph Sumann |

| 2. Hochfilzen, 10,12,2009 – 13,12,2009 | 2. Hochfilzen, 10,12,2009 – 13,12,2009 | 2. Hochfilzen, 10,12,2009 – 13,12,2009                                           | 2. Hochfilzen, 10,12,2009 – 13,12,2009                                      | 2. Hochfilzen, 10,12,2009 – 13,12,2009                                  |
| Data                                   | Konkurencja                            | miejsce                                                                          | miejsce                                                                     | miejsce                                                                 |
| -------------------------------------- | -------------------------------------- | -------------------------------------------------------------------------------- | --------------------------------------------------------------------------- | ----------------------------------------------------------------------- |
| 11 grudnia 2009                        | Sprint (10 km)                         | Ole Einar Bjørndalen                                                             | Nikołaj Krugłow                                                             | Jewgienij Ustiugow                                                      |
| 12 grudnia 2009                        | Bieg na dochodzenie (12,5 km)          | Emil Hegle Svendsen                                                              | Simon Eder                                                                  | Ole Einar Bjørndalen                                                    |
| 13 grudnia 2009                        | Sztafeta (4 * 7,5 km)                  | Austria Simon Eder · Daniel Mesotitsch · Dominik Landertinger · Christoph Sumann | Rosja Iwan Czeriezow · Jewgienij Ustiugow · Nikołaj Krugłow · Maksim Czudow | Niemcy Christoph Stephan · Arnd Peiffer · Michael Greis · Simon Schempp |

| 3. Pokljuka, 16,12,2009 – 20,12,2009 | 3. Pokljuka, 16,12,2009 – 20,12,2009 | 3. Pokljuka, 16,12,2009 – 20,12,2009 | 3. Pokljuka, 16,12,2009 – 20,12,2009 | 3. Pokljuka, 16,12,2009 – 20,12,2009 |
| Data                                 | Konkurencja                          | miejsce                              | miejsce                              | miejsce                              |
| ------------------------------------ | ------------------------------------ | ------------------------------------ | ------------------------------------ | ------------------------------------ |
| 17 grudnia 2009                      | Bieg indywidualny (20 km)            | Christoph Sumann                     | Simon Fourcade                       | Alexander Os                         |
| 19 grudnia 2009                      | Sprint (10 km)                       | Iwan Czeriezow                       | Dominik Landertinger                 | Thomas Frei                          |
| 20 grudnia 2009                      | Bieg na dochodzenie (12,5 km)        | Jewgienij Ustiugow                   | Roland Lessing                       | Simon Eder                           |

| 4. Oberhof, 5.01.2010 – 10.01.2010 | 4. Oberhof, 5.01.2010 – 10.01.2010 | 4. Oberhof, 5.01.2010 – 10.01.2010                                                 | 4. Oberhof, 5.01.2010 – 10.01.2010                                        | 4. Oberhof, 5.01.2010 – 10.01.2010                                      |
| Data                               | Konkurencja                        | miejsce                                                                            | miejsce                                                                   | miejsce                                                                 |
| ---------------------------------- | ---------------------------------- | ---------------------------------------------------------------------------------- | ------------------------------------------------------------------------- | ----------------------------------------------------------------------- |
| 7 stycznia 2010                    | Sztafeta (4 * 7,5 km)              | Norwegia Halvard Hanevold · Tarjei Bø · Emil Hegle Svendsen · Ole Einar Bjørndalen | Francja Vincent Jay · Vincent Defrasne · Simon Fourcade · Martin Fourcade | Niemcy Christoph Stephan · Michael Greis · Arnd Peiffer · Simon Schempp |
| 9 stycznia 2010                    | Sprint (10 km)                     | Jewgienij Ustiugow                                                                 | Michael Greis                                                             | Carl Johan Bergman                                                      |
| 10 stycznia 2010                   | Bieg masowy (15 km)                | Ole Einar Bjørndalen                                                               | Tim Burke                                                                 | Tomasz Sikora                                                           |

| 5. Ruhpolding, 12.01.2010 – 17,01-2010 | 5. Ruhpolding, 12.01.2010 – 17,01-2010 | 5. Ruhpolding, 12.01.2010 – 17,01-2010                                     | 5. Ruhpolding, 12.01.2010 – 17,01-2010                                             | 5. Ruhpolding, 12.01.2010 – 17,01-2010                                             |
| Data                                   | Konkurencja                            | miejsce                                                                    | miejsce                                                                            | miejsce                                                                            |
| -------------------------------------- | -------------------------------------- | -------------------------------------------------------------------------- | ---------------------------------------------------------------------------------- | ---------------------------------------------------------------------------------- |
| 13 stycznia 2010                       | Sprint (10 km)                         | Emil Hegle Svendsen                                                        | Ole Einar Bjørndalen                                                               | Michael Greis                                                                      |
| 15 stycznia 2010                       | Sztafeta (4 * 7,5 km)                  | Emil Hegle Svendsen                                                        | Jewgienij Ustiugow                                                                 | Simon Eder                                                                         |
| 17 stycznia 2010                       | Bieg masowy (15 km)                    | Rosja Iwan Czeriezow · Anton Szypulin · Maksim Czudow · Jewgienij Ustiugow | Norwegia Halvard Hanevold · Tarjei Bø · Ole Einar Bjørndalen · Emil Hegle Svendsen | Austria Daniel Mesotitsch · Friedrich Pinter · Tobias Eberhard · Daniel Mesotitsch |

| 6. Anterselva, 20.01.2010 – 24.01.2010 | 6. Anterselva, 20.01.2010 – 24.01.2010 | 6. Anterselva, 20.01.2010 – 24.01.2010 | 6. Anterselva, 20.01.2010 – 24.01.2010 | 6. Anterselva, 20.01.2010 – 24.01.2010 |
| Data                                   | Konkurencja                            | miejsce                                | miejsce                                | miejsce                                |
| -------------------------------------- | -------------------------------------- | -------------------------------------- | -------------------------------------- | -------------------------------------- |
| 21 stycznia 2010                       | Bieg indywidualny (20 km)              | Serhij Sedniew                         | Daniel Mesotitsch                      | Alexis Bœuf                            |
| 23 stycznia 2010                       | Sprint (10 km)                         | Arnd Peiffer                           | Dominik Landertinger                   | Christoph Stephan                      |
| 24 stycznia 2010                       | Bieg na dochodzenie                    | Daniel Mesotitsch                      | Arnd Peiffer                           | Dominik Landertinger                   |

| Zimowe igrzyska olimpijskie Vancouver/Whistler, 12.02.2010 – 28.02.2010 | Zimowe igrzyska olimpijskie Vancouver/Whistler, 12.02.2010 – 28.02.2010 | Zimowe igrzyska olimpijskie Vancouver/Whistler, 12.02.2010 – 28.02.2010            | Zimowe igrzyska olimpijskie Vancouver/Whistler, 12.02.2010 – 28.02.2010          | Zimowe igrzyska olimpijskie Vancouver/Whistler, 12.02.2010 – 28.02.2010    |
| Data                                                                    | Konkurencja                                                             | miejsce                                                                            | miejsce                                                                          | miejsce                                                                    |
| ----------------------------------------------------------------------- | ----------------------------------------------------------------------- | ---------------------------------------------------------------------------------- | -------------------------------------------------------------------------------- | -------------------------------------------------------------------------- |
| 14 lutego 2010                                                          | Sprint (10 km)                                                          | Vincent Jay                                                                        | Emil Hegle Svendsen                                                              | Jakov Fak                                                                  |
| 16 lutego 2010                                                          | Bieg na dochodzenie (12,5 km)                                           | Björn Ferry                                                                        | Christoph Sumann                                                                 | Vincent Jay                                                                |
| 18 lutego 2010                                                          | Bieg indywidualny (20 km)                                               | Emil Hegle Svendsen                                                                | Ole Einar Bjørndalen Siarhiej Nowikau                                            |                                                                            |
| 21 lutego 2010                                                          | Bieg masowy (15 km)                                                     | Jewgienij Ustiugow                                                                 | Martin Fourcade                                                                  | Pavol Hurajt                                                               |
| 26 lutego 2010                                                          | Sztafeta (4 * 7,5 km)                                                   | Norwegia Halvard Hanevold · Tarjei Bø · Emil Hegle Svendsen · Ole Einar Bjørndalen | Austria Simon Eder · Daniel Mesotitsch · Dominik Landertinger · Christoph Sumann | Rosja Iwan Czeriezow · Anton Szypulin · Maksim Czudow · Jewgienij Ustiugow |

| 7. Kontiolahti, 10.03.2010 – 14.03.2010 | 7. Kontiolahti, 10.03.2010 – 14.03.2010 | 7. Kontiolahti, 10.03.2010 – 14.03.2010 | 7. Kontiolahti, 10.03.2010 – 14.03.2010 | 7. Kontiolahti, 10.03.2010 – 14.03.2010 |
| Data                                    | Konkurencja                             | miejsce                                 | miejsce                                 | miejsce                                 |
| --------------------------------------- | --------------------------------------- | --------------------------------------- | --------------------------------------- | --------------------------------------- |
| 11 marca 2010                           | Sprint (10 km)                          | Iwan Czeriezow                          | Emil Hegle Svendsen                     | Martin Fourcade                         |
| 13 marca 2010                           | Bieg na dochodzenie (12,5 km)           | Martin Fourcade                         | Christian De Lorenzi                    | Vincent Jay                             |

| 8. Oslo/Holmenkollen, 17.03.2010 – 21.03.2010 | 8. Oslo/Holmenkollen, 17.03.2010 – 21.03.2010 | 8. Oslo/Holmenkollen, 17.03.2010 – 21.03.2010 | 8. Oslo/Holmenkollen, 17.03.2010 – 21.03.2010 | 8. Oslo/Holmenkollen, 17.03.2010 – 21.03.2010 |
| Data                                          | Konkurencja                                   | miejsce                                       | miejsce                                       | miejsce                                       |
| --------------------------------------------- | --------------------------------------------- | --------------------------------------------- | --------------------------------------------- | --------------------------------------------- |
| 18 marca 2010                                 | Sprint (10 km)                                | Martin Fourcade                               | Maksim Czudow                                 | Christoph Sumann                              |
| 20 marca 2010                                 | Bieg na dochodzenie (12,5 km)                 | Martin Fourcade                               | Simon Schempp                                 | Iwan Czeriezow                                |
| 21 marca 2010                                 | Bieg masowy (15 km)                           | Iwan Czeriezow                                | Christoph Sumann                              | Emil Hegle Svendsen                           |

| 9. Chanty-Mansyjsk, 24.03.2010 – 28.03.2010 | 9. Chanty-Mansyjsk, 24.03.2010 – 28.03.2010 | 9. Chanty-Mansyjsk, 24.03.2010 – 28.03.2010 | 9. Chanty-Mansyjsk, 24.03.2010 – 28.03.2010 | 9. Chanty-Mansyjsk, 24.03.2010 – 28.03.2010 |
| Data                                        | Konkurencja                                 | miejsce                                     | miejsce                                     | miejsce                                     |
| ------------------------------------------- | ------------------------------------------- | ------------------------------------------- | ------------------------------------------- | ------------------------------------------- |
| 25 marca 2010                               | Sprint (10 km)                              | Iwan Czeriezow                              | Christian De Lorenzi                        | Andrij Deryzemla                            |
| 27 marca 2010                               | Bieg masowy (15 km)                         | Dominik Landertinger                        | Arnd Peiffer                                | Halvard Hanevold                            |

### Kobiety
| 1. Östersund, 1,12,2009 – 6,12,2009 | 1. Östersund, 1,12,2009 – 6,12,2009 | 1. Östersund, 1,12,2009 – 6,12,2009                                  | 1. Östersund, 1,12,2009 – 6,12,2009                                         | 1. Östersund, 1,12,2009 – 6,12,2009                                         |
| Data                                | Konkurencja                         | miejsce                                                              | miejsce                                                                     | miejsce                                                                     |
| ----------------------------------- | ----------------------------------- | -------------------------------------------------------------------- | --------------------------------------------------------------------------- | --------------------------------------------------------------------------- |
| 3 grudnia 2009                      | Bieg indywidualny (15 km)           | Helena Jonsson                                                       | Anna Carin Olofsson-Zidek                                                   | Darja Domraczewa                                                            |
| 5 grudnia 2009                      | Sprint (7,5 km)                     | Tora Berger                                                          | Olga Miedwiedcewa                                                           | Kaisa Mäkäräinen                                                            |
| 6 grudnia 2009                      | Sztafeta (4 * 6 km)                 | Niemcy Martina Beck · Andrea Henkel · Simone Hauswald · Kati Wilhelm | Rosja Swietłana Slepcowa · Anna Bułygina · Olga Zajcewa · Olga Miedwiedcewa | Francja Marie-Laure Brunet · Sylvie Becaert · Marie Dorin · Sandrine Bailly |

| 2. Hochfilzen, 10,12,2009 – 13,12,2009 | 2. Hochfilzen, 10,12,2009 – 13,12,2009 | 2. Hochfilzen, 10,12,2009 – 13,12,2009                                  | 2. Hochfilzen, 10,12,2009 – 13,12,2009                                      | 2. Hochfilzen, 10,12,2009 – 13,12,2009                                                      |
| Data                                   | Konkurencja                            | miejsce                                                                 | miejsce                                                                     | miejsce                                                                                     |
| -------------------------------------- | -------------------------------------- | ----------------------------------------------------------------------- | --------------------------------------------------------------------------- | ------------------------------------------------------------------------------------------- |
| 11 grudnia 2009                        | Sprint (7,5 km)                        | Anna Carin Olofsson-Zidek                                               | Helena Jonsson                                                              | Olga Zajcewa                                                                                |
| 12 grudnia 2009                        | Bieg na dochodzenie (10 km)            | Helena Jonsson                                                          | Swietłana Slepcowa                                                          | Olga Zajcewa                                                                                |
| 13 grudnia 2009                        | Sztafeta (4 * 6 km)                    | Rosja Swietłana Slepcowa · Anna Bułygina · Jana Romanowa · Olga Zajcewa | Francja Marie-Laure Brunet · Sylvie Becaert · Marie Dorin · Sandrine Bailly | Szwecja Elisabeth Högberg · Anna Carin Olofsson-Zidek · Anna Maria Nilsson · Helena Jonsson |

| 3. Pokljuka, 16,12,2009 – 20,12,2009 | 3. Pokljuka, 16,12,2009 – 20,12,2009 | 3. Pokljuka, 16,12,2009 – 20,12,2009 | 3. Pokljuka, 16,12,2009 – 20,12,2009 | 3. Pokljuka, 16,12,2009 – 20,12,2009 |
| Data                                 | Konkurencja                          | miejsce                              | miejsce                              | miejsce                              |
| ------------------------------------ | ------------------------------------ | ------------------------------------ | ------------------------------------ | ------------------------------------ |
| 17 grudnia 2009                      | Bieg indywidualny (15 km)            | Helena Jonsson                       | Anna Carin Olofsson-Zidek            | Anastasija Kuźmina                   |
| 19 grudnia 2009                      | Sprint (7,5 km)                      | Swietłana Slepcowa                   | Anna Bogalij-Titowiec                | Magdalena Neuner                     |
| 20 grudnia 2009                      | Bieg na dochodzenie (10 km)          | Swietłana Slepcowa                   | Magdalena Neuner                     | Anna Bogalij-Titowiec                |

| 4. Oberhof, 5.01.2010 – 10.01.2010 | 4. Oberhof, 5.01.2010 – 10.01.2010 | 4. Oberhof, 5.01.2010 – 10.01.2010                                                   | 4. Oberhof, 5.01.2010 – 10.01.2010                                    | 4. Oberhof, 5.01.2010 – 10.01.2010                                          |
| Data                               | Konkurencja                        | miejsce                                                                              | miejsce                                                               | miejsce                                                                     |
| ---------------------------------- | ---------------------------------- | ------------------------------------------------------------------------------------ | --------------------------------------------------------------------- | --------------------------------------------------------------------------- |
| 6 stycznia 2010                    | Sztafeta (4 * 6 km)                | Rosja Anna Bogalij-Titowiec · Anna Bułygina · Olga Miedwiedcewa · Swietłana Slepcowa | Niemcy Martina Beck · Simone Hauswald · Tina Bachmann · Andrea Henkel | Francja Marie-Laure Brunet · Sylvie Becaert · Marie Dorin · Sandrine Bailly |
| 8 stycznia 2010                    | Sprint (7,5 km)                    | Simone Hauswald                                                                      | Helena Jonsson                                                        | Ann Kristin Aafedt Flatland                                                 |
| 10 stycznia 2010                   | Bieg masowy (12,5 km)              | Andrea Henkel                                                                        | Helena Jonsson                                                        | Tora Berger                                                                 |

| 5. Ruhpolding, 12.01.2010 – 17.01.2010 | 5. Ruhpolding, 12.01.2010 – 17.01.2010 | 5. Ruhpolding, 12.01.2010 – 17.01.2010                                                      | 5. Ruhpolding, 12.01.2010 – 17.01.2010                                 | 5. Ruhpolding, 12.01.2010 – 17.01.2010                                                      |
| Data                                   | Konkurencja                            | miejsce                                                                                     | miejsce                                                                | miejsce                                                                                     |
| -------------------------------------- | -------------------------------------- | ------------------------------------------------------------------------------------------- | ---------------------------------------------------------------------- | ------------------------------------------------------------------------------------------- |
| 13 stycznia 2010                       | Sprint (7,5 km)                        | Anna Carin Olofsson-Zidek                                                                   | Olga Miedwiedcewa                                                      | Magdalena Neuner                                                                            |
| 15 stycznia 2010                       | Sztafeta (4 * 6 km)                    | Szwecja Elisabeth Högberg · Anna Carin Olofsson-Zidek · Anna Maria Nilsson · Helena Jonsson | Rosja Jana Romanowa · Anna Bułygina · Olga Miedwiedcewa · Olga Zajcewa | Norwegia Liv-Kjersti Eikeland · Ann Kristin Aafedt Flatland · Solveig Rogstad · Tora Berger |
| 17 stycznia 2010                       | Bieg masowy (12,5 km)                  | Helena Jonsson                                                                              | Simone Hauswald                                                        | Magdalena Neuner                                                                            |

| 6. Anterselva, 20.01.2010 – 24.01.2010 | 6. Anterselva, 20.01.2010 – 24.01.2010 | 6. Anterselva, 20.01.2010 – 24.01.2010 | 6. Anterselva, 20.01.2010 – 24.01.2010 | 6. Anterselva, 20.01.2010 – 24.01.2010 |
| Data                                   | Konkurencja                            | miejsce                                | miejsce                                | miejsce                                |
| -------------------------------------- | -------------------------------------- | -------------------------------------- | -------------------------------------- | -------------------------------------- |
| 21 stycznia 2010                       | Bieg indywidualny (15 km)              | Magdalena Neuner                       | Kati Wilhelm                           | Andrea Henkel                          |
| 23 stycznia 2010                       | Sprint (7,5 km)                        | Magdalena Neuner                       | Andrea Henkel                          | Sandrine Bailly                        |
| 24 stycznia 2010                       | Bieg na dochodzenie (10 km)            | Andrea Henkel                          | Magdalena Neuner                       | Ann Kristin Aafedt Flatland            |

| Zimowe Igrzyska Olimpijskie Vancouver/Whistler, 12.02.2010 – 28.02.2010 | Zimowe Igrzyska Olimpijskie Vancouver/Whistler, 12.02.2010 – 28.02.2010 | Zimowe Igrzyska Olimpijskie Vancouver/Whistler, 12.02.2010 – 28.02.2010             | Zimowe Igrzyska Olimpijskie Vancouver/Whistler, 12.02.2010 – 28.02.2010     | Zimowe Igrzyska Olimpijskie Vancouver/Whistler, 12.02.2010 – 28.02.2010 |
| Data                                                                    | Konkurencja                                                             | miejsce                                                                             | miejsce                                                                     | miejsce                                                                 |
| ----------------------------------------------------------------------- | ----------------------------------------------------------------------- | ----------------------------------------------------------------------------------- | --------------------------------------------------------------------------- | ----------------------------------------------------------------------- |
| 13 lutego 2010                                                          | Sprint (7,5 km)                                                         | Anastasija Kuźmina                                                                  | Magdalena Neuner                                                            | Marie Dorin                                                             |
| 16 lutego 2010                                                          | Bieg na dochodzenie (10 km)                                             | Magdalena Neuner                                                                    | Anastasija Kuźmina                                                          | Marie-Laure Brunet                                                      |
| 18 lutego 2010                                                          | Bieg indywidualny (15 km)                                               | Tora Berger                                                                         | Jelena Chrustalowa                                                          | Darja Domraczewa                                                        |
| 21 lutego 2010                                                          | Bieg masowy (12,5 km)                                                   | Magdalena Neuner                                                                    | Olga Zajcewa                                                                | Simone Hauswald                                                         |
| 23 lutego 2010                                                          | Sztafeta (4 * 6 km)                                                     | Rosja Swietłana Slepcowa · Anna Bogalij-Titowiec · Olga Miedwiedcewa · Olga Zajcewa | Francja Marie-Laure Brunet · Sylvie Becaert · Marie Dorin · Sandrine Bailly | Niemcy Kati Wilhelm · Simone Hauswald · Martina Beck · Andrea Henkel    |

| 7. Kontiolahti, 10.03.2010 – 14.03.2010 | 7. Kontiolahti, 10.03.2010 – 14.03.2010 | 7. Kontiolahti, 10.03.2010 – 14.03.2010 | 7. Kontiolahti, 10.03.2010 – 14.03.2010 | 7. Kontiolahti, 10.03.2010 – 14.03.2010 |
| Data                                    | Konkurencja                             | miejsce                                 | miejsce                                 | miejsce                                 |
| --------------------------------------- | --------------------------------------- | --------------------------------------- | --------------------------------------- | --------------------------------------- |
| 10 marca 2010                           | Sprint (7,5 km)                         | Darja Domraczewa                        | Olga Zajcewa                            | Kati Wilhelm                            |
| 12 marca 2010                           | Bieg na dochodzenie (10 km)             | Darja Domraczewa                        | Magdalena Neuner                        | Simone Hauswald                         |

| 8. Oslo/Holmenkollen, 17.03.2010 – 21.03.2010 | 8. Oslo/Holmenkollen, 17.03.2010 – 21.03.2010 | 8. Oslo/Holmenkollen, 17.03.2010 – 21.03.2010 | 8. Oslo/Holmenkollen, 17.03.2010 – 21.03.2010 | 8. Oslo/Holmenkollen, 17.03.2010 – 21.03.2010 |
| Data                                          | Konkurencja                                   | miejsce                                       | miejsce                                       | miejsce                                       |
| --------------------------------------------- | --------------------------------------------- | --------------------------------------------- | --------------------------------------------- | --------------------------------------------- |
| 18 marca 2010                                 | Sprint (7,5 km)                               | Simone Hauswald                               | Darja Domraczewa                              | Anna Carin Olofsson-Zidek                     |
| 20 marca 2010                                 | Bieg na dochodzenie (10 km)                   | Simone Hauswald                               | Darja Domraczewa                              | Anna Carin Olofsson-Zidek                     |
| 21 marca 2010                                 | Bieg masowy (12,5 km)                         | Simone Hauswald                               | Wita Semerenko                                | Magdalena Neuner                              |

| 9. Chanty-Mansyjsk, 24.03.2010 – 28.03.2010 | 9. Chanty-Mansyjsk, 24.03.2010 – 28.03.2010 | 9. Chanty-Mansyjsk, 24.03.2010 – 28.03.2010 | 9. Chanty-Mansyjsk, 24.03.2010 – 28.03.2010 | 9. Chanty-Mansyjsk, 24.03.2010 – 28.03.2010 |
| Data                                        | Konkurencja                                 | miejsce                                     | miejsce                                     | miejsce                                     |
| ------------------------------------------- | ------------------------------------------- | ------------------------------------------- | ------------------------------------------- | ------------------------------------------- |
| 25 marca 2010                               | Sprint (7,5 km)                             | Jana Romanowa                               | Marie-Laure Brunet                          | Helena Jonsson                              |
| 27 marca 2010                               | Bieg masowy (12,5 km)                       | Magdalena Neuner                            | Sandrine Bailly                             | Anastasija Kuźmina                          |

### Sztafety mieszane
| 7. Kontiolahti, 10.03.2010 – 14.03.2010 | 7. Kontiolahti, 10.03.2010 – 14.03.2010   | 7. Kontiolahti, 10.03.2010 – 14.03.2010                                           | 7. Kontiolahti, 10.03.2010 – 14.03.2010                              | 7. Kontiolahti, 10.03.2010 – 14.03.2010                                    |
| Data                                    | Konkurencja                               | miejsce                                                                           | miejsce                                                              | miejsce                                                                    |
| --------------------------------------- | ----------------------------------------- | --------------------------------------------------------------------------------- | -------------------------------------------------------------------- | -------------------------------------------------------------------------- |
| 14 marca 2010                           | Sztafeta mieszana (2 * 6 km + 2 * 7,5 km) | Norwegia Ann Kristin Aafedt Flatland · Tora Berger · Halvard Hanevold · Tarjei Bø | Niemcy Kati Wilhelm · Magdalena Neuner · Erik Lesser · Simon Schempp | Włochy Katja Haller · Karin Oberhofer · Lukas Hofer · Christian De Lorenzi |

| Mistrzostwa Świata Chanty-Mansyjsk, 28.03.2010 | Mistrzostwa Świata Chanty-Mansyjsk, 28.03.2010 | Mistrzostwa Świata Chanty-Mansyjsk, 28.03.2010                           | Mistrzostwa Świata Chanty-Mansyjsk, 28.03.2010                                                  | Mistrzostwa Świata Chanty-Mansyjsk, 28.03.2010                                        |
| Data                                           | Konkurencja                                    | miejsce                                                                  | miejsce                                                                                         | miejsce                                                                               |
| ---------------------------------------------- | ---------------------------------------------- | ------------------------------------------------------------------------ | ----------------------------------------------------------------------------------------------- | ------------------------------------------------------------------------------------- |
| 28 marca 2010                                  | Sztafeta mieszana (2 * 6 km + 2 * 7,5 km)      | Niemcy Simone Hauswald · Magdalena Neuner · Simon Schempp · Arnd Peiffer | Norwegia Ann Kristin Aafedt Flatland · Tora Berger · Emil Hegle Svendsen · Ole Einar Bjørndalen | Szwecja Helena Jonsson · Anna Carin Olofsson-Zidek · Björn Ferry · Carl Johan Bergman |

## Klasyfikacje

### Kobiety
| Miejsce | Zawodniczka               | Punkty |
| ------- | ------------------------- | ------ |
| 1       | Magdalena Neuner          | 933    |
| 2       | Simone Hauswald           | 854    |
| 3       | Helena Jonsson            | 813    |
| 4       | Andrea Henkel             | 781    |
| 5       | Anna Carin Olofsson-Zidek | 775    |
| 6       | Darja Domraczewa          | 770    |
| 7       | Kati Wilhelm              | 733    |
| 8       | Olga Zajcewa              | 719    |
| 9       | Marie-Laure Brunet        | 682    |
| 10      | Teja Gregorin             | 588    |

| Miejsce | Zawodniczka         | Punkty |
| ------- | ------------------- | ------ |
| 11      | Swietłana Slepcowa  | 572    |
| 12      | Tora Berger         | 564    |
| 13      | Olga Miedwiedcewa   | 542    |
| 14      | Wałentyna Semerenko | 538    |
| 15      | Anna Bułygina       | 499    |
| 16      | Sandrine Bailly     | 492    |
| 17      | Marie Dorin         | 492    |
| 18      | Martina Beck        | 462    |
| 19      | Wita Semerenko      | 453    |
| 20      | Anastasija Kuźmina  | 443    |

| Miejsce | Zawodniczka               | Punkty |
| ------- | ------------------------- | ------ |
| 1       | Anna Carin Olofsson-Zidek | 132    |
| 2       | Andrea Henkel             | 126    |
| 3       | Kati Wilhelm              | 121    |
| 3       | Darja Domraczewa          | 121    |
| 5       | Helena Jonsson            | 120    |
| 6       | Magdalena Neuner          | 114    |
| 7       | Oksana Chwostenko         | 103    |
| 8       | Wałentyna Semerenko       | 102    |
| 9       | Marie-Laure Brunet        | 95     |
| 10      | Jana Romanowa             | 90     |

| Miejsce | Zawodniczka               | Punkty |
| ------- | ------------------------- | ------ |
| 1       | Simone Hauswald           | 345    |
| 2       | Magdalena Neuner          | 334    |
| 3       | Helena Jonsson            | 332    |
| 4       | Anna Carin Olofsson-Zidek | 326    |
| 5       | Kati Wilhelm              | 303    |
| 6       | Darja Domraczewa          | 283    |
| 7       | Olga Zajcewa              | 281    |
| 8       | Marie-Laure Brunet        | 267    |
| 9       | Olga Miedwiedcewa         | 262    |
| 10      | Swietłana Slepcowa        | 256    |

| Miejsce | Zawodniczka               | Punkty |
| ------- | ------------------------- | ------ |
| 1       | Magdalena Neuner          | 256    |
| 2       | Simone Hauswald           | 217    |
| 3       | Olga Zajcewa              | 207    |
| 4       | Darja Domraczewa          | 199    |
| 5       | Andrea Henkel             | 194    |
| 6       | Anna Carin Olofsson-Zidek | 187    |
| 7       | Helena Jonsson            | 182    |
| 8       | Swietłana Slepcowa        | 180    |
| 9       | Teja Gregorin             | 159    |
| 10      | Marie-Laure Brunet        | 152    |

| Miejsce | Zawodniczka      | Punkty |
| ------- | ---------------- | ------ |
| 1       | Magdalena Neuner | 216    |
| 2       | Simone Hauswald  | 198    |
| 3       | Andrea Henkel    | 169    |
| 4       | Helena Jonsson   | 166    |
| 5       | Olga Zajcewa     | 154    |
| 6       | Sandrine Bailly  | 143    |
| 7       | Kati Wilhelm     | 140    |
| 8       | Darja Domraczewa | 140    |
| 9       | Tora Berger      | 139    |
| 10      | Martina Beck     | 134    |

| Miejsce | Reprezentacja | Punkty |
| ------- | ------------- | ------ |
| 1       | Rosja         | 234    |
| 2       | Niemcy        | 205    |
| 3       | Francja       | 204    |
| 4       | Szwecja       | 191    |
| 5       | Norwegia      | 165    |
| 6       | Ukraina       | 151    |
| 7       | Chiny         | 150    |
| 8       | Białoruś      | 138    |
| 9       | Polska        | 135    |
| 10      | Słowenia      | 135    |

| Miejsce | Reprezentacja | Punkty |
| ------- | ------------- | ------ |
| 1       | Niemcy        | 6309   |
| 2       | Rosja         | 6290   |
| 3       | Francja       | 5834   |
| 4       | Szwecja       | 5829   |
| 5       | Ukraina       | 5456   |
| 6       | Białoruś      | 5201   |
| 7       | Norwegia      | 5114   |
| 8       | Słowenia      | 4777   |
| 9       | Polska        | 4751   |
| 10      | Kazachstan    | 4083   |

### Mężczyźni
| Miejsce | Zawodnik             | Punkty |
| ------- | -------------------- | ------ |
| 1       | Emil Hegle Svendsen  | 828    |
| 2       | Christoph Sumann     | 813    |
| 3       | Iwan Czeriezow       | 782    |
| 4       | Jewgienij Ustiugow   | 752    |
| 5       | Martin Fourcade      | 719    |
| 6       | Dominik Landertinger | 701    |
| 7       | Simon Fourcade       | 655    |
| 8       | Simon Eder           | 653    |
| 9       | Arnd Peiffer         | 646    |
| 10      | Ole Einar Bjørndalen | 593    |

| Miejsce | Zawodnik           | Punkty |
| ------- | ------------------ | ------ |
| 11      | Vincent Jay        | 563    |
| 12      | Daniel Mesotitsch  | 540    |
| 13      | Michael Greis      | 537    |
| 14      | Tim Burke          | 525    |
| 15      | Andreas Birnbacher | 479    |
| 16      | Björn Ferry        | 472    |
| 17      | Maksim Czudow      | 438    |
| 18      | Tomasz Sikora      | 421    |
| 19      | Alexander Os       | 414    |
| 20      | Klemen Bauer       | 396    |

| Miejsce | Zawodnik            | Punkty |
| ------- | ------------------- | ------ |
| 1       | Christoph Sumann    | 142    |
| 2       | Emil Hegle Svendsen | 120    |
| 3       | Daniel Mesotitsch   | 120    |
| 4       | Serhij Sedniew      | 114    |
| 5       | Pavol Hurajt        | 111    |
| 6       | Tomasz Sikora       | 101    |
| 7       | Michal Šlesingr     | 99     |
| 8       | Martin Fourcade     | 97     |
| 9       | Tim Burke           | 93     |
| 10      | Alexander Os        | 90     |

| Miejsce | Zawodnik             | Punkty |
| ------- | -------------------- | ------ |
| 1       | Emil Hegle Svendsen  | 354    |
| 2       | Iwan Czeriezow       | 344    |
| 3       | Christoph Sumann     | 292    |
| 4       | Jewgienij Ustiugow   | 278    |
| 5       | Dominik Landertinger | 272    |
| 6       | Arnd Peiffer         | 267    |
| 7       | Ole Einar Bjørndalen | 265    |
| 8       | Martin Fourcade      | 253    |
| 9       | Simon Fourcade       | 253    |
| 10      | Michael Greis        | 251    |

| Miejsce | Zawodnik             | Punkty |
| ------- | -------------------- | ------ |
| 1       | Martin Fourcade      | 197    |
| 2       | Simon Eder           | 196    |
| 3       | Iwan Czeriezow       | 189    |
| 4       | Jewgienij Ustiugow   | 184    |
| 5       | Dominik Landertinger | 184    |
| 6       | Christoph Sumann     | 179    |
| 7       | Vincent Jay          | 174    |
| 8       | Emil Hegle Svendsen  | 173    |
| 9       | Arnd Peiffer         | 160    |
| 10      | Björn Ferry          | 157    |

| Miejsce | Zawodnik             | Punkty |
| ------- | -------------------- | ------ |
| 1       | Jewgienij Ustiugow   | 197    |
| 2       | Emil Hegle Svendsen  | 163    |
| 3       | Arnd Peiffer         | 161    |
| 4       | Christoph Sumann     | 160    |
| 5       | Dominik Landertinger | 157    |
| 6       | Iwan Czeriezow       | 154    |
| 7       | Ole Einar Bjørndalen | 152    |
| 8       | Martin Fourcade      | 152    |
| 9       | Simon Fourcade       | 141    |
| 10      | Simon Eder           | 137    |

| Miejsce | Reprezentacja     | Punkty |
| ------- | ----------------- | ------ |
| 1       | Norwegia          | 228    |
| 2       | Austria           | 210    |
| 3       | Rosja             | 205    |
| 4       | Francja           | 195    |
| 5       | Niemcy            | 179    |
| 6       | Szwecja           | 155    |
| 7       | Szwajcaria        | 144    |
| 8       | Stany Zjednoczone | 133    |
| 8       | Czechy            | 133    |
| 10      | Ukraina           | 131    |

| Miejsce | Reprezentacja     | Punkty |
| ------- | ----------------- | ------ |
| 1       | Norwegia          | 6250   |
| 2       | Rosja             | 6161   |
| 3       | Austria           | 6107   |
| 4       | Francja           | 5846   |
| 5       | Niemcy            | 5760   |
| 6       | Szwecja           | 5147   |
| 7       | Ukraina           | 5001   |
| 8       | Szwajcaria        | 4868   |
| 9       | Czechy            | 4697   |
| 10      | Stany Zjednoczone | 4448   |

## Wyniki Polaków

### Indywidualnie
| Zawodnik    | IN | SP  | SP  | PU | IN  | SP | PU | SP | MS | SP  | MS | IN | SP | PU | SP | PU | IN | MS | SP | PU | SP  | PU  | MS | SP  | MS |
| M. Kobus    | 67 | 78  | 100 | q  | 85  | 92 | q  | 69 | q  | 108 | q  | 94 | 92 | q  | –  | –  | –  | –  | –  | –  | –   | –   | –  | –   | –  |
| A. Kwak     | –  | –   | –   | –  | –   | –  | –  | 97 | q  | 111 | q  | 92 | –  | –  | –  | –  | –  | –  | –  | –  | –   | –   | –  | –   | –  |
| T. Sikora   | 71 | 14  | 72  | q  | 6   | 43 | 16 | 30 | 3  | –   | –  | 14 | 11 | 6  | 29 | 18 | 7  | 11 | 19 | 11 | 42  | DNS | 17 | –   | –  |
| Ł. Szczurek | 87 | 91  | 91  | q  | 105 | 75 | q  | 90 | q  | 108 | q  | 28 | 75 | q  | 85 | q  | 59 | q  | –  | –  | –   | –   | –  | –   | –  |
| Ł. Witek    | 93 | 108 | 106 | q  | 111 | 91 | q  | –  | –  | 116 | q  | –  | 94 | q  | –  | –  | –  | –  | 94 | q  | 99  | q   | q  | DNF | q  |
| S. Witek    | –  | –   | –   | –  | –   | –  | –  | –  | –  | –   | –  | –  | –  | –  | –  | –  | –  | –  | 77 | q  | 103 | q   | q  | 62  | q  |

| Zawodniczka                                                             | IN | SP | SP | PU  | IN | SP | PU  | SP  | MS | SP | MS | IN | SP | PU | SP | PU | IN | MS | SP | PU | SP | PU | MS | SP | MS |
| P. Bobak                                                                | 82 | 39 | 85 | q   | 52 | 33 | 45  | 76  | q  | 84 | q  | 44 | 50 | 40 | –  | –  | –  | –  | –  | –  | –  | –  | –  | –  | –  |
| A. Cyl                                                                  | 52 | 14 | 40 | 30  | 31 | 27 | 14  | 54  | 21 | –  | –  | 16 | 12 | 16 | 42 | 25 | 7  | 23 | 40 | 35 | 39 | 25 | q  | 38 | q  |
| M. Gwizdoń                                                              | 80 | 30 | 66 | q   | 42 | 18 | 23  | 49  | q  | –  | q  | 35 | 32 | 30 | 35 | 31 | 59 | q  | –  | –  | –  | –  | –  | –  | –  |
| W.Nowakowska                                                            | 53 | 65 | 73 | q   | 61 | 52 | DNF | DNS | q  | –  | q  | 27 | 37 | 32 | 36 | 28 | 5  | 21 | 22 | 21 | 27 | 33 | q  | 18 | q  |
| M. Nykiel                                                               | –  | –  | –  | –   | –  | –  | –   | –   | –  | –  | –  | –  | –  | –  | –  | –  | –  | –  | 46 | 52 | 77 | q  | q  | 37 | q  |
| K. Pałka                                                                | 28 | 17 | 56 | DNF | 54 | 73 | q   | –   | q  | 58 | q  | 40 | 54 | 44 | 21 | 24 | 15 | 20 | –  | –  | –  | –  | –  | –  | –  |
| Legenda                                                                 |    |    |    |     |    |    |     |     |    |    |    |    |    |    |    |    |    |    |    |    |    |    |    |    |    |
| SP – sprint IN – bieg indywidualny PU – bieg pościgowy MS – bieg masowy |    |    |    |     |    |    |     |     |    |    |    |    |    |    |    |    |    |    |    |    |    |    |    |    |    |

### Drużynowo
| Miejsce       | I zmiana              | I zmiana              | I zmiana              | II zmiana             | II zmiana             | II zmiana             | III zmiana            | III zmiana            | III zmiana            | IV zmiana             | IV zmiana             | IV zmiana             | Razem                 | Razem                 | Razem                 |
| Miejsce       | czas                  | strzelanie            | miejsce               | czas                  | strzelanie            | miejsce               | czas                  | strzelanie            | miejsce               | czas                  | strzelanie            | miejsce               | czas                  | strzelanie            | miejsce               |
| Östersund     | Łukasz Witek          | Łukasz Witek          | Łukasz Witek          | Łukasz Szczurek       | Łukasz Szczurek       | Łukasz Szczurek       | Tomasz Sikora         | Tomasz Sikora         | Tomasz Sikora         | Mirosław Kobus        | Mirosław Kobus        | Mirosław Kobus        | Polska                | Polska                | Polska                |
| Östersund     | 18:54,9               | 0+0 0+0               | 15                    | 20:00,2               | 0+1 0+0               | 15                    | 19:09,0               | 0+0 0+1               | 8                     | 20:05,8               | 0+1 0+1               | 15                    | 1:18:09,9             | 0+2 0+2               | 13                    |
| Hochfilzen    | Łukasz Witek          | Łukasz Witek          | Łukasz Witek          | Łukasz Szczurek       | Łukasz Szczurek       | Łukasz Szczurek       | Tomasz Sikora         | Tomasz Sikora         | Tomasz Sikora         | Mirosław Kobus        | Mirosław Kobus        | Mirosław Kobus        | Polska                | Polska                | Polska                |
| Hochfilzen    | 22:00,3               | 0+3 0+1               | 22                    | 20:45,9               | 0+3 0+0               | 21                    | 19:30,5               | 0+0 0+2               | 11                    | 21:11,8               | 1+3 0+3               | 20                    | 1:23:28,5             | 1+9 0+6               | 22                    |
| Oberhof       | Adam Kwak             | Adam Kwak             | Adam Kwak             | Łukasz Szczurek       | Łukasz Szczurek       | Łukasz Szczurek       | Łukasz Witek          | Łukasz Witek          | Łukasz Witek          | Mirosław Kobus        | Mirosław Kobus        | Mirosław Kobus        | Polska                | Polska                | Polska                |
| Oberhof       | 21:00,7               | 0+1 0+0               | 15                    | 20:55,2               | 0+1 0+1               | 15                    | 22:40,3               | 0+3 0+2               | 18                    | 22:30,3               | 0+1 1+3               | 16                    | 1:27:06,5             | 0+6 1+6               | 16                    |
| Ruhpolding    | Polacy nie startowali | Polacy nie startowali | Polacy nie startowali | Polacy nie startowali | Polacy nie startowali | Polacy nie startowali | Polacy nie startowali | Polacy nie startowali | Polacy nie startowali | Polacy nie startowali | Polacy nie startowali | Polacy nie startowali | Polacy nie startowali | Polacy nie startowali | Polacy nie startowali |
| Whistler (IO) | Polacy nie startowali | Polacy nie startowali | Polacy nie startowali | Polacy nie startowali | Polacy nie startowali | Polacy nie startowali | Polacy nie startowali | Polacy nie startowali | Polacy nie startowali | Polacy nie startowali | Polacy nie startowali | Polacy nie startowali | Polacy nie startowali | Polacy nie startowali | Polacy nie startowali |

| Miejsce        | I zmiana             | I zmiana             | I zmiana             | II zmiana            | II zmiana            | II zmiana            | III zmiana                   | III zmiana                   | III zmiana                   | IV zmiana            | IV zmiana            | IV zmiana            | Razem                | Razem                | Razem                |
| Miejsce        | czas                 | strzelanie           | miejsce              | czas                 | strzelanie           | miejsce              | czas                         | strzelanie                   | miejsce                      | czas                 | strzelanie           | miejsce              | czas                 | strzelanie           | miejsce              |
| Östersund      | Krystyna Pałka       | Krystyna Pałka       | Krystyna Pałka       | Magdalena Gwizdoń    | Magdalena Gwizdoń    | Magdalena Gwizdoń    | Weronika Nowakowska-Ziemniak | Weronika Nowakowska-Ziemniak | Weronika Nowakowska-Ziemniak | Agnieszka Cyl        | Agnieszka Cyl        | Agnieszka Cyl        | Polska               | Polska               | Polska               |
| Östersund      | 17:52,5              | 0+1 0+1              | 5                    | 18:18,7              | 0+2 0+1              | 7                    | 19:39,5                      | 0+0 2+3                      | 12                           | 18:23,8              | 0+0 0+1              | 4                    | 1:14:14,6            | 0+3 2+6              | 7                    |
| Hochfilzen     | Krystyna Pałka       | Krystyna Pałka       | Krystyna Pałka       | Magdalena Gwizdoń    | Magdalena Gwizdoń    | Magdalena Gwizdoń    | Weronika Nowakowska-Ziemniak | Weronika Nowakowska-Ziemniak | Weronika Nowakowska-Ziemniak | Agnieszka Cyl        | Agnieszka Cyl        | Agnieszka Cyl        | Polska               | Polska               | Polska               |
| Hochfilzen     | 19:45,9              | 0+1 0+2              | 8                    | 18:47,4              | 0+1 0+2              | 11                   | 19:02,1                      | 0+3 0+1                      | 7                            | 18:27,7              | 0+0 0+2              | 6                    | 1:16:03,1            | 0+5 0+7              | 6                    |
| Oberhof        | Magdalena Gwizdoń    | Magdalena Gwizdoń    | Magdalena Gwizdoń    | Paulina Bobak        | Paulina Bobak        | Paulina Bobak        | Weronika Nowakowska-Ziemniak | Weronika Nowakowska-Ziemniak | Weronika Nowakowska-Ziemniak | Agnieszka Cyl        | Agnieszka Cyl        | Agnieszka Cyl        | Polska               | Polska               | Polska               |
| Oberhof        | 19:22,3              | 0+1 1+3              | 10                   | 19:49,2              | 0+1 0+2              | 9                    | 19:25,1                      | 0+1 0+1                      | 5                            | 19:54,0              | 0+3 0+0              | 9                    | 1:18:30,6            | 0+6 1+6              | 9                    |
| Ruhpolding     | Polki nie startowały | Polki nie startowały | Polki nie startowały | Polki nie startowały | Polki nie startowały | Polki nie startowały | Polki nie startowały         | Polki nie startowały         | Polki nie startowały         | Polki nie startowały | Polki nie startowały | Polki nie startowały | Polki nie startowały | Polki nie startowały | Polki nie startowały |
| Whistler (IO}) | Magdalena Gwizdoń    | Magdalena Gwizdoń    | Magdalena Gwizdoń    | Paulina Bobak        | Paulina Bobak        | Paulina Bobak        | Weronika Nowakowska-Ziemniak | Weronika Nowakowska-Ziemniak | Weronika Nowakowska-Ziemniak | Agnieszka Cyl        | Agnieszka Cyl        | Agnieszka Cyl        | Polska               | Polska               | Polska               |
| Whistler (IO}) | 18:21,2              | 0+2 0+2              | 16                   | 19:10,2              | 0+3 1+3              | 19                   | 17:55,7                      | 0+0 0+1                      | 3                            | 17:27,2              | 0+0 0+1              | 6                    | 1:12:54,3            | 0+5 1+7              | 12                   |

| Miejsce              | I zmiana      | I zmiana      | I zmiana      | II zmiana                    | II zmiana                    | II zmiana                    | III zmiana         | III zmiana         | III zmiana         | IV zmiana    | IV zmiana    | IV zmiana    | Razem     | Razem      | Razem   |
| Miejsce              | czas          | strzelanie    | miejsce       | czas                         | strzelanie                   | miejsce                      | czas               | strzelanie         | miejsce            | czas         | strzelanie   | miejsce      | czas      | strzelanie | miejsce |
| Kontiolahti          | Agnieszka Cyl | Agnieszka Cyl | Agnieszka Cyl | Weronika Nowakowska-Ziemniak | Weronika Nowakowska-Ziemniak | Weronika Nowakowska-Ziemniak | Tomasz Sikora      | Tomasz Sikora      | Tomasz Sikora      | Łukasz Witek | Łukasz Witek | Łukasz Witek | Polska    | Polska     | Polska  |
| Kontiolahti          | 19:02,2       | 0+0 0+1       | 5             | 18:32,0                      | 0+1 0+0                      | 4                            | Nie ukończył biegu | Nie ukończył biegu | Nie ukończył biegu | -            | -            | -            | DNF       | DNF        | DNF     |
| Chanty-Mansyjsk (MŚ) | Agnieszka Cyl | Agnieszka Cyl | Agnieszka Cyl | Weronika Nowakowska-Ziemniak | Weronika Nowakowska-Ziemniak | Weronika Nowakowska-Ziemniak | Sebastian Witek    | Sebastian Witek    | Sebastian Witek    | Łukasz Witek | Łukasz Witek | Łukasz Witek | Polska    | Polska     | Polska  |
| Chanty-Mansyjsk (MŚ) | 19:19,3       | 0+1 0+0       | 8             | 19:13,4                      | 0+0 0+0                      | 2                            | 22:53,2            | 0+2 0+2            | 16                 | 23:38,6      | 0+2 1+3      | 18           | 1:25:04,5 | 0+5 1+5    | 15      |

## Statystyki

### Pierwsze zwycięstwo w zawodach Pucharu Świata
- Jewgienij Ustiugow (RUS) – w jego drugim sezonie startów, bieg pościgowy w Pokljuce[90], pierwsze podium zanotował w sprincie w Hochfilzen w bieżącym sezonie[91].
- Serhij Sedniew (UKR) – w jego siódmym sezonie startów, bieg indywidualny w Anterselvie[92], pierwsze podium zanotował podczas biegu indywidualnego w Pokljuce w 2007.
- Anastasija Kuźmina (SVK) – w jej czwartym sezonie startów[93], sprint podczas Zimowych Igrzyskach Olimpijskich w Vancouver/Whistler[94], pierwsze podium zanotowała podczas biegu masowego na mistrzostwach świata w Pjongczangu w 2009[95].
- Darja Domraczewa (BLR) – w jej czwartym sezonie startów, sprint w Kontiolahti[96], pierwsze podium zanotowała podczas sprintu w Ruhpolding w 2009[97]
- Martin Fourcade (FRA) – w jego trzecim sezonie startów, bieg pościgowy w Kontiolahti[98], pierwsze podium zanotował w biegu masowym podczas zimowych igrzyskach olimpijskich w Vancouver/Whistler
- Jana Romanowa (RUS) – w jej trzecim sezonie startów, sprint w Chanty-Mansyjsku[99], równocześnie jej pierwsze podium[100].

### Pierwszy raz na podium
- Tim Burke (USA) – w jego siódmym sezonie, 2 miejsce w biegu indywidualnym w Östersund[101]
- Jewgienij Ustiugow (RUS) – w jego drugim sezonie, 3 miejsce w sprincie w Hochfilzen[91]
- Thomas Frei (CHE) – w jego trzecim sezonie, 3 miejsce w sprincie w Pokljuce[102]
- Roland Lessing (EST) – w jego dwunastym sezonie, 2 miejsce w biegu pościgowym w Pokljuce[103]
- Ann Kristin Aafedt Flatland (NOR) – w jej szóstym sezonie, 3 miejsce w sprincie w Oberhofie[104]
- Alexis Boeuf (FRA) – w jego trzecim sezonie, trzecie miejsce w biegu indywidualnym w Anterselvie[105]
- Jelena Chrustalowa (KAZ) – w jej piątym sezonie, drugie miejsce w biegu indywidualnym podczas zimowych igrzyskach olimpijskich w Vancouver/Whistler[106]
- Siarhiej Nowikau (BLR) – w jego dziesiątym sezonie, drugie miejsce[107] w biegu indywidualnym podczas zimowych igrzyskach olimpijskich w Vancouver/Whistler[108]
- Martin Fourcade (FRA) – w jego trzecim sezonie startów, drugie miejsce w biegu masowym podczas zimowych igrzyskach olimpijskich w Vancouver/Whistler
- Christian De Lorenzi (ITA) – w jego siódmym sezonie startów, trzecie miejsce w biegu pościgowym w Kontiolahti[109]
- Simon Schempp (DEU) – w jego drugim sezonie startów, drugie miejsce w biegu pościgowym w Oslo/Holmenkollen[110]
- Jana Romanowa (RUS) – w jej trzecim sezonie startów, pierwsze miejsce w sprincie w Chanty-Mansyjsku[100].

### Zwycięzcy zawodów (w nawiasie łączna liczba wygranych konkursów)
- Magdalena Neuner (GER), 5 (19)
- Emil Hegle Svendsen (NOR), 5 (16)
- Helena Jonsson (SWE), 4(9)
- Simone Hauswald (GER), 4 (7)
- Iwan Czeriezow (RUS), 4 (7)
- Ole Einar Bjørndalen (NOR), 3 (91)
- Jewgienij Ustiugow (RUS), 3 (3)
- Martin Fourcade (FRA), 3 (3)
- Andrea Henkel (DEU), 2 (18)
- Anna Carin Olofsson-Zidek (SWE), 2 (11)
- Swietłana Slepcowa (RUS), 2 (6)
- Tora Berger (NOR), 2 (6)
- Darja Domraczewa (BLR), 2(2)
- Christoph Sumann (AUT), 1 (5)
- Björn Ferry (SWE), 1 (3)
- Arnd Peiffer (GER), 1 (2)
- Daniel Mesotitsch (AUT), 1 (2)
- Vincent Jay (FRA), 1 (2)
- Dominik Landertinger (AUT), 1 (2)
- Anastasija Kuźmina (SVK), 1 (1)
- Serhij Sedniew (UKR), 1 (1)
- Jana Romanowa (RUS), 1 (1)

### Zakończyli karierę
- Olga Nazarowa[111]
- Wolha Kudraszowa[111]
- Roman Dostál[111]
- Sandrine Bailly[112]
- Sylvie Becaert[111]
- Vincent Defrasne[111]
- Sandra Keith[113]
- Ilmārs Bricis[111]
- Martina Beck[114]
- Simone Hauswald[114]
- Carsten Pump[111]
- Kati Wilhelm[115]
- Liv-Kjersti Eikeland[111]
- Halvard Hanevold[113]
- Nikołaj Krugłow[116]
- Olga Miedwiedcewa[117]
- Matthias Simmen[111]
- David Ekholm[111]

### Pozycje na podium
| Państwo  | M/K       |    |    |    |
| -------- | --------- | -- | -- | -- |
| Niemcy   | razem     | 14 | 13 | 13 |
| Niemcy   | mężczyźni | 1  | 4  | 4  |
| Niemcy   | kobiety   | 12 | 8  | 9  |
| Niemcy   | mieszane  | 1  | 1  | 0  |
| Rosja    | razem     | 14 | 12 | 6  |
| Rosja    | mężczyźni | 8  | 4  | 3  |
| Rosja    | kobiety   | 6  | 8  | 3  |
| Rosja    | mieszane  | 0  | 0  | 0  |
| Norwegia | razem     | 13 | 8  | 8  |
| Norwegia | mężczyźni | 10 | 7  | 4  |
| Norwegia | kobiety   | 2  | 0  | 4  |
| Norwegia | mieszane  | 1  | 1  | 0  |
| Szwecja  | razem     | 8  | 5  | 6  |
| Szwecja  | mężczyźni | 1  | 0  | 1  |
| Szwecja  | kobiety   | 7  | 5  | 4  |
| Szwecja  | mieszane  | 0  | 0  | 1  |
| Francja  | razem     | 5  | 7  | 9  |
| Francja  | mężczyźni | 5  | 3  | 4  |
| Francja  | kobiety   | 0  | 4  | 5  |
| Francja  | mieszane  | 0  | 0  | 0  |
| Austria  | razem     | 4  | 7  | 7  |
| Austria  | mężczyźni | 4  | 7  | 7  |
| Austria  | kobiety   | 0  | 0  | 0  |
| Austria  | mieszane  | 0  | 0  | 0  |

| Państwo           | M/K       |   |   |   |
| ----------------- | --------- | - | - | - |
| Białoruś          | razem     | 2 | 3 | 2 |
| Białoruś          | mężczyźni | 0 | 1 | 0 |
| Białoruś          | kobiety   | 2 | 2 | 2 |
| Białoruś          | mieszane  | 0 | 0 | 0 |
| Słowacja          | razem     | 1 | 2 | 2 |
| Słowacja          | mężczyźni | 0 | 0 | 1 |
| Słowacja          | kobiety   | 1 | 2 | 1 |
| Słowacja          | mieszane  | 0 | 0 | 0 |
| Ukraina           | razem     | 1 | 1 | 1 |
| Ukraina           | mężczyźni | 1 | 0 | 1 |
| Ukraina           | kobiety   | 0 | 1 | 0 |
| Ukraina           | mieszane  | 0 | 0 | 0 |
| Stany Zjednoczone | razem     | 0 | 2 | 1 |
| Stany Zjednoczone | mężczyźni | 0 | 2 | 1 |
| Stany Zjednoczone | kobiety   | 0 | 0 | 0 |
| Stany Zjednoczone | mieszane  | 0 | 0 | 0 |
| Włochy            | razem     | 0 | 2 | 1 |
| Włochy            | mężczyźni | 0 | 2 | 0 |
| Włochy            | kobiety   | 0 | 0 | 0 |
| Włochy            | mieszane  | 0 | 0 | 1 |
| Estonia           | razem     | 0 | 1 | 0 |
| Estonia           | mężczyźni | 0 | 1 | 0 |
| Estonia           | kobiety   | 0 | 0 | 0 |
| Estonia           | mieszane  | 0 | 0 | 0 |

| Państwo    | M/K       |   |   |   |
| ---------- | --------- | - | - | - |
| Kazachstan | razem     | 0 | 1 | 0 |
| Kazachstan | mężczyźni | 0 | 0 | 0 |
| Kazachstan | kobiety   | 0 | 1 | 0 |
| Kazachstan | mieszane  | 0 | 0 | 0 |
| Finlandia  | razem     | 0 | 0 | 1 |
| Finlandia  | mężczyźni | 0 | 0 | 0 |
| Finlandia  | kobiety   | 0 | 0 | 1 |
| Finlandia  | mieszane  | 0 | 0 | 0 |
| Szwajcaria | razem     | 0 | 0 | 1 |
| Szwajcaria | mężczyźni | 0 | 0 | 1 |
| Szwajcaria | kobiety   | 0 | 0 | 0 |
| Szwajcaria | mieszane  | 0 | 0 | 0 |
| Polska     | razem     | 0 | 0 | 1 |
| Polska     | mężczyźni | 0 | 0 | 1 |
| Polska     | kobiety   | 0 | 0 | 0 |
| Polska     | mieszane  | 0 | 0 | 0 |
| Chorwacja  | razem     | 0 | 0 | 1 |
| Chorwacja  | mężczyźni | 0 | 0 | 1 |
| Chorwacja  | kobiety   | 0 | 0 | 0 |
| Chorwacja  | mieszane  | 0 | 0 | 0 |